# Македоняне
Македоняне (греч. Μακεδόνες) — региональная и историческая группа населения этнических греков, проживающих или происходящих из региона Македония в Северной Греции.
Сегодня большинство населения проживает в региональной столице, городе Фессалоники, и вокруг него и других городах Греческой Македонии, в то время как многие из них разбросаны по всей Греции и в греческой диаспоре. С распадом Югославии правительство бывшей югославской республики Македония (население которой состоит на сегодняшний день из 65 % славян, 25 % албанцев, 5 % турок, 2 % цыган, 3 % других национальностей) претендует на наследие и идентичность коренных греков-македонян.

## Имя
Имя Македония (греч. Μακεδονία, Makedonía) происходит из древнего греческого слова македно́с μακεδνός. Обычно это слово объясняется как «высокий» или «горец», описывая древних македонян
Сегодняшний английский, укороченный вариант имени Macedon, происходит от средневекового английского, в свою очередь от французской формы имени, Macédoine

## История

### Предисловие

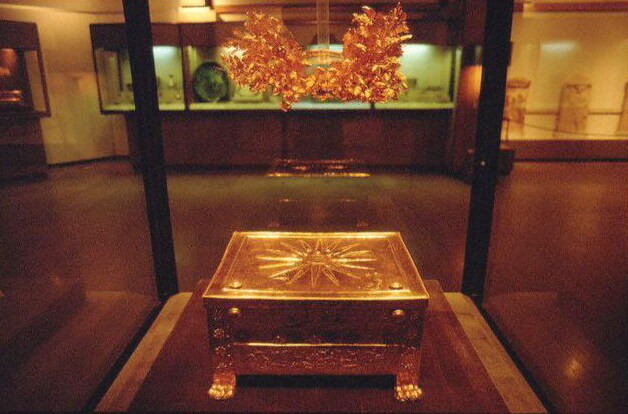
Золотая ларнака Филиппа II в Вергине

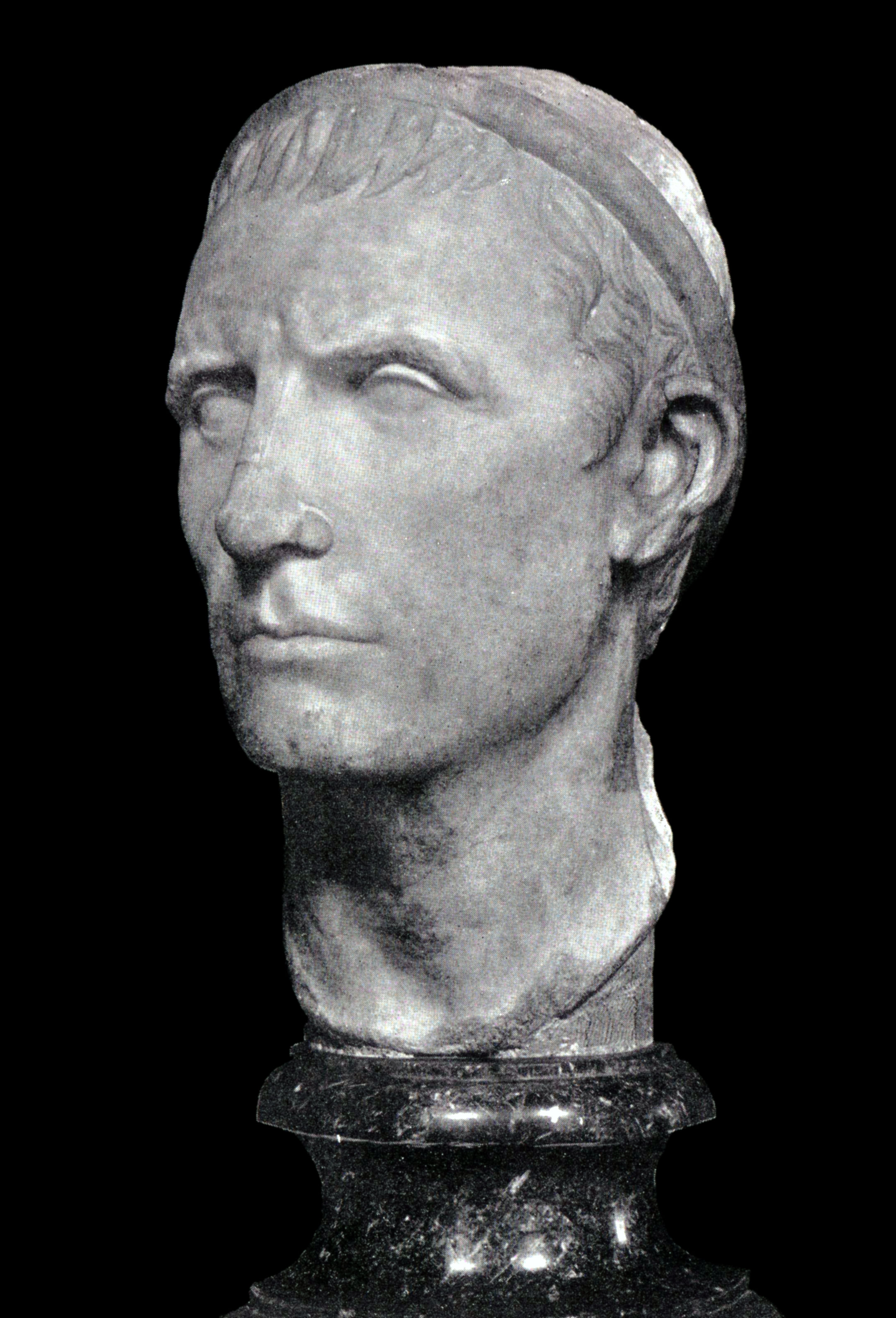
Антиох III Великий

Греки населяли регион Македонии с древних времён. Становление Македонии из маленького царства на периферии классической Греции в царство, которое доминировало во всём греческом мире, произошло во время царствования Филиппа II. Сын Филиппа, Александр Македонский (356-323 до н. э.), сумел вскоре распространить власть македонян не только на главные греческие города-государства, но также на Персидскую империю, включая Египет и земли к востоку вплоть до Индии.
Принятие Александром стиля правления завоёванных территорий в то же время сопровождалось распространением греческой культуры, языка и образования по всей территории его огромной империи. Хотя вскоре после его смерти империя распалась на несколько греческих царств, его завоевания оставили прочное наследие, не в последнюю очередь благодаря новым грекоязычным городам, основанным по всей территории бывшей Персидской империи, предвещая эллинистический период истории. При разделе империи Александра среди диадохов собственно Македония досталась Антипатру, но вскоре регион перешёл под контроль династии Антигонидов, всего через несколько лет, в 294 году до н. э.
Древнемакедонский язык, был ли он греческим диалектом или языком, родственным греческому,
был постепенно заменен аттическим диалектом греческого, который был в употреблении ещё со времён Филиппа II и позже преобразовался в Койне.
После римского завоевания Балканского полуострова македоняне были неотъемлемой частью населения римской провинции Македония. Под римским контролем и позже, в составе Византийской империи, в регионе наблюдался приток многих других национальностей (армяне, славяне, арумыны и, позже, турки), которые осели в регионе, где жили коренные древние македоняне. Регион с древних времён также имел значительное население евреев романиотов. В поздний византийский период большой частью Центральной Македонии правило государство латинян крестоносцев с центром в Фессалоники, пока она не перешла под контроль Феодора Комнина Дуки и его потомков, а затем вновь включена в Византийскую империю. Территория Западной Македонии впоследствии стала предметом спора между Византийской империей, Деспотатом Эпира, правителями Фессалии, Сербским царством и Болгарским царством.
После османских завоеваний и к концу Османского периода термин Македония стал обозначать регион на севере греческого полуострова, отличный от византийской фемы Македония. В османской Македонии албанцы, греки, евреи, болгары и турки жили бок о бок, но в различных общинах, в то время как в Западной Македонии проживало значительное население греков мусульман, таких, как валахады.
Фессалоники оставались самым большим городом Македонии, где проживала большая часть македонян.

### Вклад македонян в Греческую революцию
Греческая революция была предпринята греками с целью создания независимого греческого государства в период, когда бо́льшая часть Греции была частью Османской империи. Революция была изначально спланирована и организована тайными организациями, самая известная из которых — Филики Этерия, действовала в Греции и других регионах Европы вне пределов Османской империи. Греки македоняне были активно вовлечены в те ранние революционные движения; в числе первых был Григориос Заликис, писатель, основавший Грекоязычную гостиницу, предшественницу Филики Этерии. Даже после окончания греческой национальной революции в Македонии произошло несколько восстаний, и все они ставили своей целью воссоединение региона с Греческим королевством.

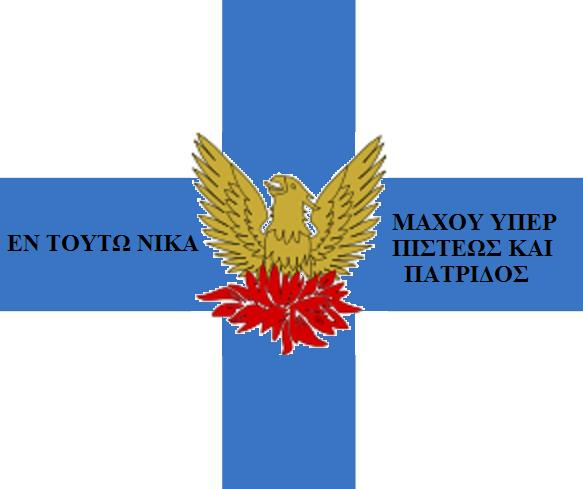
Флаг греческих революционеров из Наусы

Греческая революция в Македонии началась с полуострова Халкидики, где население было почти полностью греческим. 28 мая 1821 года Юсуф Бей Салоник, встревоженный опасностью всеобщего восстания, потребовал предоставить ему в заложники македонян-греков. В то время, когда его войска стали подходить к городу Полигирос, местные повстанцы и монахи Афона восстали и убили турецких воевод и их охрану, вынудив осман отступить в Фессалоники. Юсуф Бей отомстил, обезглавив епископа Мелетия, казнив 3 знатных македонян и бросив в застенки многих других в Салониках. Османы также настроили мусульман и евреев против греков, заявляя, что греки намерены истребить всё нехристианское население. Первым успехом греческих сил под командованием Эммануила Паппаса, принявшего титул «Генерал Македонии», было освобождение Халкидики и угроза Фессалоники, но в июне греческие силы отступили от Василика и были в конечном итоге вытеснены с Халкидики, после чего греческое население полуострова Кассандра подверглось резне.
В письмах этого периода Паппас именовал себя и подписывался как «Вождь и защитник Македонии». Сегодня Паппас считается греческим национальным героем вместе с безымянными македонянами, сражавшимися под его началом.
Революция на полуострове Халкидики завершилась 27 декабря подчинением горы Афон османам.

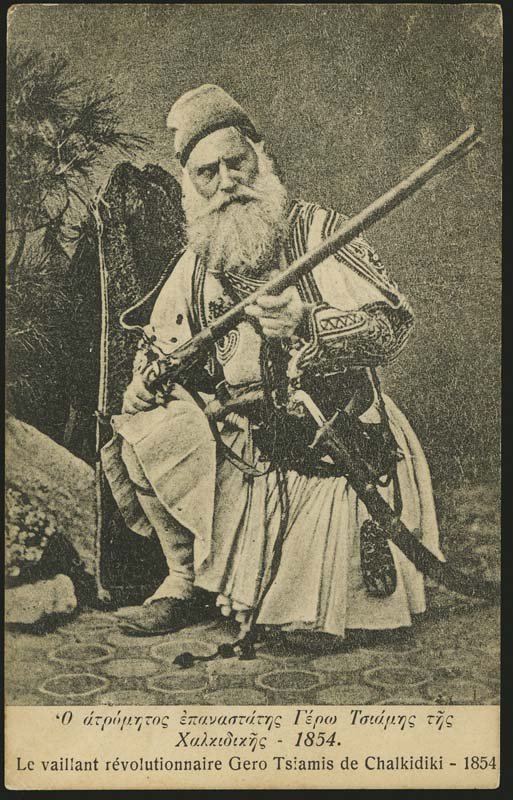
Каратассос, Тсамис в Македонском восстании 1854 года

Военные действия и восстания в Македонии продолжились ещё некоторое время. Самым известным из них стало восстание в Наусе, в котором прославились Каратассос Анастасиос, Гацос Ангелис и Теодосиу Зафиракис. Но именно поражение Паппаса стало поворотным моментом в подавлении Македонского восстания в ходе Освободительной войны Греции
В то время как Греческая революция привела к созданию независимого современного греческого государства на юге, получившего международное признание в 1832 году, греческое движение сопротивления продолжалось на территориях остававшихся под османским контролем, включая Македонию, а также Фессалию, Эпир и Крит.
Крымская война в 1854 году вызвала ряд восстаний на подконтрольных османам греческих землях, включая Западную Македонию, полуостров Халкидики, Олимп и Пиерию.
Одним из первых зачинщиков восстания был Димитриос Каратассос, сын Анастасиоса Каратассоса, известный более как Каратассос, Тсамис или Старик Тсамис
Восстания греков македонян имели поддержку греческого короля Оттона, который считал возможным освобождение Македонии и других греческих земель, надеясь на поддержку России. Однако восстание потерпело неудачу, ухудшив греко-турецкие отношения в последующие годы.
Восстание 1878 года было подготовлено как греческим правительством, так и руководителями македонских революционеров, и произошло в южной Македонии. В восстании приняло большое количество людей из греческой и влашской общин Македонии.
В том же году было создано Княжество Болгария, которое, вместе с созданным османскими властями церковным болгарским экзархатом, начало вести пропаганду среди славяноязычного населения Македонии, организовывать болгарские школы и, при поддержке османских властей, брать под свой контроль местные церкви, до того принадлежавшие Константинопольскому патриархату.
Болгарские действия вызвали ответную реакцию других групп населения.
В различных частях Македонии создавались также греческие, сербские и румынские школы. После поражения Греции в странной Греко-турецкой войне 1897 года, болгарское вмешательство в македонские дела стало нарастать и болгарские вооружённые четы вторглись в регион, терроризируя население, имевшее греческое самосознание и верное Константинопольскому патриархату.

### Начало 20-го века

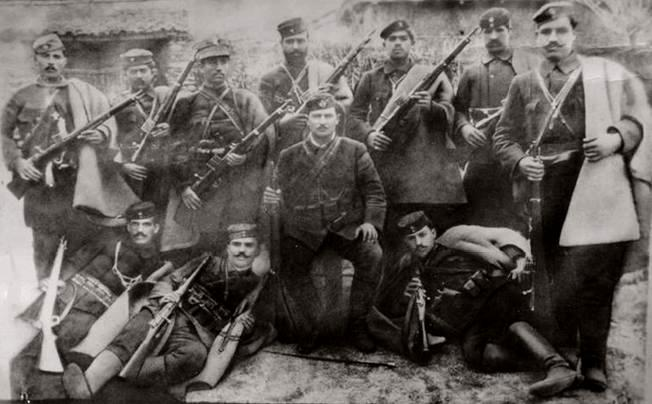
Македономахи; Периклис Дракос со своими партизанами

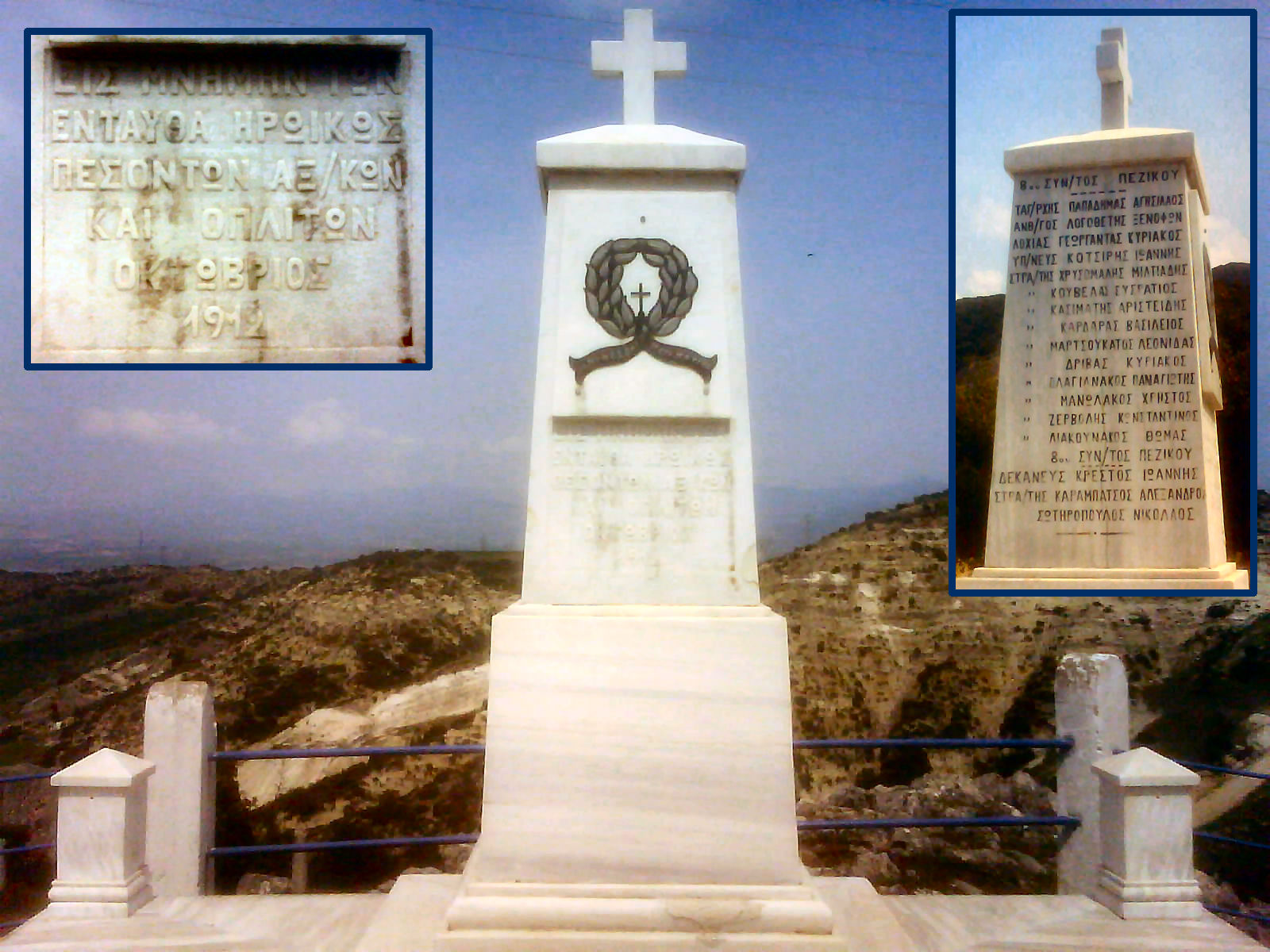
Памятник в честь героически погибших офицеров и гоплитов (солдат), октябрь 1912, воздвигнутый на поле боя в Портес, за селом Просилио около Сервия, нома Козани (Первая Балканская война)

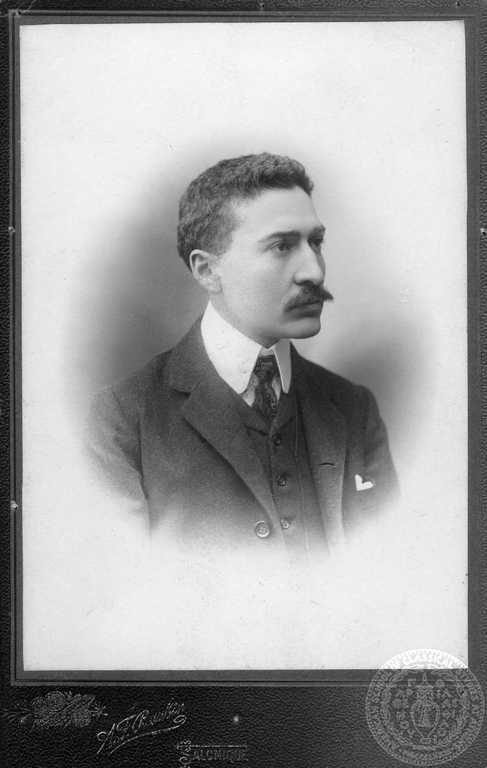
Драгумис, Ион

Накануне 20-го века греки-македоняне были меньшинством в пределах многонационального региона Македонии. Их число уменьшалось по мере удаления от побережья. Они жили вместе со славяноязычным населением, большинство которого идентифицировало себя как болгары, и другими национальностями, такими как евреи, турки, валахи и албанцы. Однако этнические греки были преобладающим населением в южной зоне региона, которая и составляет бо́льшую часть современной Греческой Македонии. Деятельность организации ВМРО и влияние болгарского Экзархата на болгарское население региона привели к Илинденскому восстанию, которое было подавлено османскими силами. Эти события подтолкнули Грецию оказать помощь македонянам, чтобы противостоять как османским, так и болгарским силам. Греция отправила офицеров греческой армии, которые формировали на месте иррегулярные отряды из македонян и других греческих добровольцев, что привело к борьбе за Македонию в период 1904—1908 год. Борьба была свёрнута после младотурецкой революции:253:265.
Согласно переписи 1904 года, проведенной Хусейном Хильми-пашой для османских властей, греки были преобладающим населением в вилайетах Фессалоник и Монастира, но в вилайете Косово преобладало болгарское население.
Во время Балканских войн Фессалоники стали главным городом-наградой для борющихся сторон, Греции, Болгарии и Сербии. Греция претендовала на южный регион, который соответствовал территории собственно Древней Македонии, относящийся к греческой истории, и имел сильное греческое присутствие.
В результате Балканских войн Греция получила от распадавшейся Османской империи большую часть вилайетов Фессалоник и Монастира, которые и составляют сегодня Греческую Македонию. После Первой мировой войны и соглашения между Грецией и Болгарией о взаимном обмене населениями в 1919 году отъезд болгар и прибытие греческого населения из Болгарии усилили греческий элемент в регионе Греческой Македонии, которая приобрела высокую степень этнической однородности. В ходе навязанного кемалистской Турцией насильственного греко-турецкого обмена населением 1923 года произошёл массовый отъезд мусульман из Македонии с одновременным прибытием греческих беженцев из Малой Азии и Восточной Фракии. Согласно статистическим данным Лиги Наций в 1926 году, греки составляли 88,8 % от общего населения Греческой Македонии, славяноязычное население — 5,1 %, а остальные в основном состояли из мусульман и евреев.
Македоняне сражались вместе с регулярной греческой армией во время борьбы за Македонию и Второй Балканской войны, принеся многочисленные жертвы из числа местного населения и противостоя болгарскому экспансионизму.
В Македонии воздвигнуты памятники Македономахам, местным македонянам и другим греческим бойцам, принявшим участие в войнах и погибшим, чтобы освободить Македонию от османского правления.
Некоторые из македонян, сыгравших важную роль в войне, позже стали политиками в современном греческом государстве. Наиболее известными из них были писатель и дипломат Ион Драгумис и его отец Стефанос Драгумис, который стал премьер-министром Греции в 1910 году. Семья Драгумиса происходила из Вогацико в регионе Кастория, имела давнюю историю участия в греческих революциях, начиная с Маркоса Драгумиса, который был членом Филики Этерия. Героические истории из борьбы за Македонию были описаны во многих романах греческой писательницы Пенелопы Дельты, из повествований собранных в 1932—1935 её секретарём Антигони Беллу-Трепсиади, которая и сама была дочерью македономаха.
Ион Драгумис также написал о своих личных воспоминаниях из борьбы за Македонию в своих книгах.

### Вторая мировая война

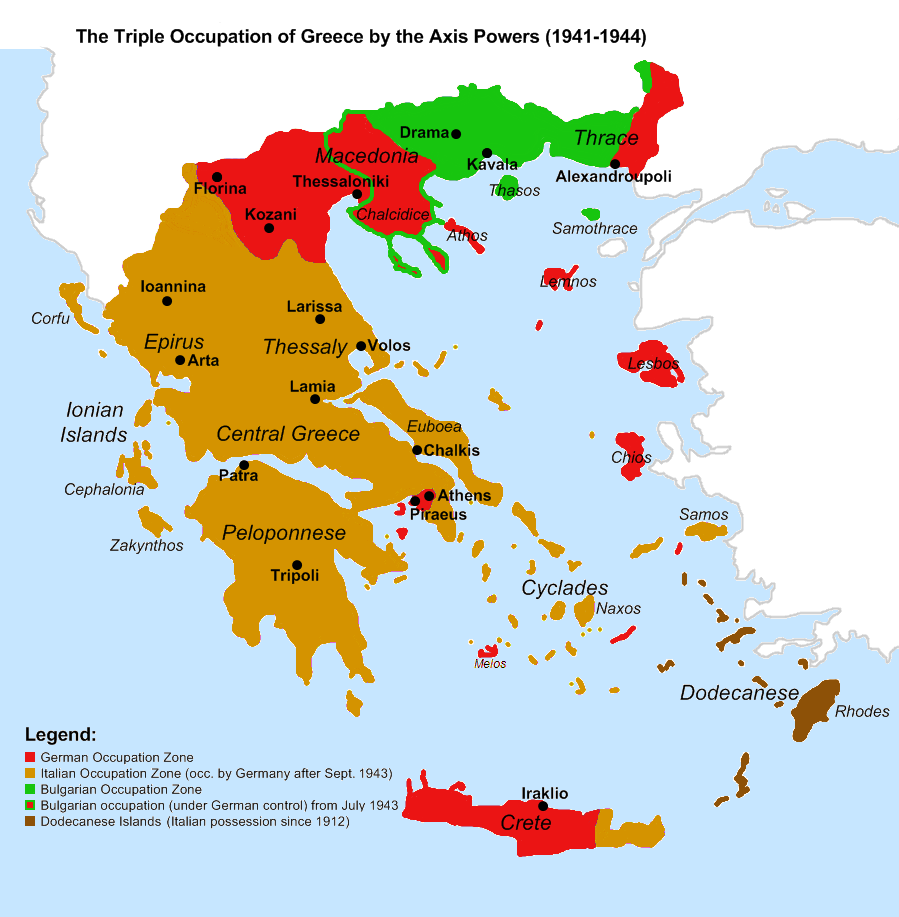
Карта зон оккупации Греции во время Второй мировой войны. Немецкая зона отмечена красным цветом, итальянская — жёлтым, болгарская — зелёным

Во время тройной, германо-итало-болгарской, оккупации Греции во Вторую мировую войну Македония понесла тысячи жертв в связи с антипартизанской деятельностью германских оккупационных сил и политики этнических чисток болгарских властей. Болгарская армия вступила в Грецию 20 апреля 1941 года, следуя по стопам Вермахта и в конечном итоге оккупировала всю северо-восточную Грецию к востоку от реки Стримонас (Восточная Македония и Фракия), кроме зоны в регионе Эврос, вдоль границы с Турцией, которая осталась под немецким контролем. В отличие от Германии и Италии, Болгария официально аннексировала оккупированные 14 мая 1941 года территории, которые долгое время были объектом болгарского ирредентизма.
В Греческой Македонии политикой Болгарии была уничтожение и изгнание населения с целью насильственно болгаризировать как можно больше греков и изгнать или убить остальных.
С самого начала оккупации была предпринята массовая кампания, в результате которой все греческие чиновники (мэры, судьи, адвокаты и жандармы) были депортированы. Болгары закрыли греческие школы и изгнали учителей, заменили греческих священников болгарскими и резко подавляли использование греческого языка: имена городов и местностей были заменены на формы, традиционные в болгарском языке, и даже надгробные плиты с греческими надписями были обработаны.
Большое число греков было изгнано, а другие были лишены права на труд с помощью системы лицензирования, которая запрещала практику торговли или профессии без разрешения. Был введён принудительный труд, и болгарские оккупационные власти конфисковывали греческое имущество и дарили его болгарским колонистам.
К концу 1941 года более 100 000 греков были изгнаны или бежали из болгарской оккупационной зоны в немецкую зону.
Болгарские колонисты поощрялись селиться в Македонии предоставлением правительственных кредитов и стимулов, включая предоставление домов и земель, конфискованных у местных жителей.
В этих условиях 28 сентября 1941 года вспыхнуло восстание, известное в истории как восстание Драмы. Восстание началось в городе Драма и быстро распространилось по всей Македонии. В Драме, Доксато, Хористи и многих других городах и сёлах начались столкновения с оккупационными силами. 29 сентября болгарские войска вступили в Драму и другие мятежные города, чтобы подавить восстание. Они арестовали всех мужчин от 18 до 45 лет и казнили более трёх тысяч человек в одном только городе Драма. Приблизительно 15 тысяч греков было убито болгарской оккупационной армией в последующие несколько недель и в сельских районах население целых деревень было расстреляно, а сами деревни — разграблены.
Массовые убийства послужили причиной исхода греков из болгарской в немецкую зону оккупации. Болгарские репрессии продолжились и после сентябрьского восстания, усилив поток беженцев. Были разрушены сёла за укрытие «партизан», которые на самом деле были выжившими жителями из раннее разрушенных деревень. Террор и голод стал настолько серьёзным, что афинское правительство квислингов начало рассматривать планы эвакуации всего населения в германскую зону оккупации.
Великий голод в Греции, разразившийся в 1941 году и унёсший жизни около 300 тысяч человек в оккупированной стране, отменил эти планы, оставив население болгарской зоны оккупации в этих условиях ещё на 3 года. В мае 1943 года началась депортация евреев из болгарской зоны оккупации, следствием которой стало их истребление в нацистских концентрационных лагерях.
В том же году болгарская армия расширила свою зону оккупации на Центральную Македонию, но под немецким контролем, хотя этот регион не был официально аннексирован Болгарией.
Двое из лидеров Греческого Сопротивления были македонянами. Эврипидис Бакирдзис, ветеран Балканских войн, был командующим македонских сил ЭЛАС во время германо-итало-болгарской оккупации Греции.
Он стал первым председателем Политического комитета национального освобождения, именуемом также «Правительством гор», независимым от королевского эмиграционного правительства. Бакирдзиса на этом посту сменил юрист Александрос Сволос (из числа арумынского меньшинства Македонии). Сволос принял участие в Конференции в Ливане в 1944 году, когда организация была распущена в ходе формирования Правительства национального единства, которое возглавил Папандреу, Георгиос (старший), и в котором Сволос позже стал министром.
Позже, в ходе Гражданской войны в Греции, регион Македонии сильно пострадал из-за боёв между королевскими Вооружёнными силами Греции и Республиканской армией Греции.

## Идентичность

### Происхождение
Историческими документами подтверждается греческое присутствие в Македонии с древности.
Сегодня, в силу истории региона, имеются также маленькие языковые общины арумынов и славян, которые используют свои диалекты в некоторых случаях, но идентифицируют себя этническими греками. После греко-турецкого обмена населением 1923 года и отъезда мусульман часть греческих беженцев из Малой Азии, Понта и Восточной Фракии поселилась в регионе Македонии.

### Культура

Македонский флаг

Македоняне имеют своё собственное, особое, культурное наследие, которое классифицируется как подгруппа национальной Греческой культуры.
Они восхищаются, наряду с древними македонянами (среди которых особое место занимает Александр Македонский), борцами за Македонию как своими главными героями, в отличие от южных греков, которые в основном почитают южных героев Греческой революции 1821—1829 годов. Согласно фольклористу конца 19-го века Frederick G. Abbott:
 
Всё, что имеет привкус древности, македонские крестьяне относят к двум великим царям этой страны. Их песни и традиции, которыми они по праву гордятся, часто описываются как «идущие с времён Филиппа и Александра – и Геракла», всеобъемлющий период к которому все останки прошлого причисляются с неразборчивой беспристрастностью.
Использование Македонского флага — обычное явление среди населения Македонии. На флаге изображена Вергинская звезда как их региональный символ, в то время как «Известная Македония» является неофициальным гимном и военным маршем.
У них есть даже народные танцы, которые носят имя региона, танец Македония и танец Македоникос Антикристо́с.
Подавляющее число греков македонян говорит на варианте греческого языка, именуемом македонским (Μακεδονίτικα — македонитика). Он принадлежит к группе северных диалектов греческого языка, с фонологическими и несколькими синтаксическими отличиями от сегодняшнего стандартного греческого, на котором говорят в южной Греции. Одно из этих отличий заключается в том, что македонский диалект использует винительный падеж вместо родительного для обозначения косвенного объекта.
Македоняне также имеют характерное, более тяжёлое, произношение, по которому легко определить говорящего, что он родом из Македонии.
В регионе имеется также небольшое славяноязычное меньшинство (в основном в регионе Западная Македония), которое в своём большинстве идентифицирует себя греками-македонянами.

### Декларации
Сильно выраженное чувство македонской идентичности среди греков-македонян имеет значительное последствие в контексте с возникшей в последние десятилетия попытки бывшей югославской республики узурпировать македонское наследие и идентичность.
Это вызвало реакцию к использованию понятий македонцы и македонский язык с не греческими значениями, так, как их использовала бывшая Социалистическая Республика Македония в период социалистической Югославии и продолжает использовать сегодняшняя Северная Македония. Диспут о моральном праве на использование имени Македония и его производных ведёт своё начало к Македонскому вопросу конца 19-го — начала 20-го веков.
Первоначально этот вопрос возник как попытка создания в сербской Македонии идентичности, отличной от болгарской.
Греки-македоняне возражали против этих понятий с самого начала, опасаясь, что за созданием этих понятий следуют территориальные претензии, как это было отмечено государственным секретарём США Эдвардом Стеттиниусом в 1944 году, при президенте Рузвельте:

Это правительство считает разговоры о «Македонской нации», «Македонском Отечестве», или «Македонском национальном самосознании» необоснованной демагогией, не представляющей соответствующей этнической и политической реальности, и усматривает в них возможные агрессивные намерения против Греции.

Спор являлся причиной трений между Югославией, Болгарией и Грецией в 1980-е годы.

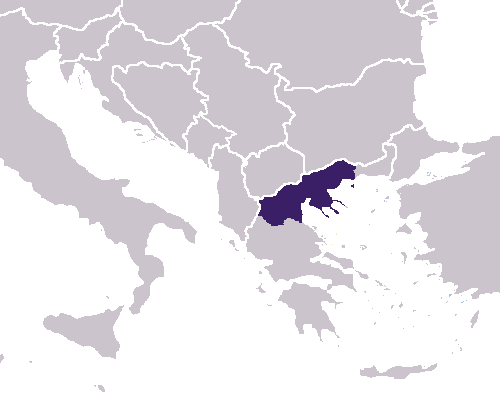
Регион Македония в северной Греции

Диспут получил международный статус после распада Югославии, когда озабоченность греков-македонян выросла до крайних проявлений. 14 февраля 1992 года около 1 миллиона македонян вышли на улицы македонской столицы, города Фессалоники, демонстрируя свой протест против использования имени Македония в имени новой, только что созданной Республики Македонии, под лозунгом «Македония — греческая».
После признания Республики Македонии правительством США состоялся другой митинг в Салониках 31 марта 1994 года, в то время как два других больших митинга, организованных Македонской греческой общиной Австралии, были проведены в Мельбурне в 1992 и 1994 годах, в каждом из которых приняли участие около 100 000 человек.
Явная самоидентификация в качестве македонян является типичным подходом и предметом национальной гордости для греков, происходящих из Македонии.
Отвечая на вопросы касательно спора об имени Македонии, премьер-министр Греции Костас Караманлис — в характерном в этом отношении заявлении на заседании Европейского совета в Страсбурге в январе 2007 года — подчёркнуто заявил: «Я сам македонянин, так же, как ещё 2,5 миллиона греков являются македонянами».
Оба, Костас Караманлис и его дядя, бывший премьер министр Греции Константинос Караманлис, являются греками-македонянами и происходят из македонской области Серре (ном). В качестве президента Греции Константинос Караманлис-старший также выразил свои сильные чувства в отношении македонской региональной идентичности, в особенности в эмоциональном заявлении, сделанном в 1992 году.

### Диаспора
Австралия была популярным направлением для волн македонян-эмигрантов на протяжении всего 20-го века. Их иммиграция была аналогичной остальной (Греческой диаспоре, пострадавшей от общественно-экономической и политической обстановки на родине) и отмечена в основном между 1924—1974 годами. Переселенцы из Западной Македонии были первыми среди прибывших в Австралию и доминировали в волнах эмиграции до 1954 года. Македонские семьи из регионов Флорина и Кастория селились в сельских районах, в то время как люди из Козани селились в основном в Мельбурне. Только после 1954 года переселенцы из Центральной и Восточной Македонии начали прибывать в Австралию. Василиос Кириазис Бладес из деревни Витос, нома Козани, считается первым македонским поселенцем, прибывшим а Австралию и высадившимся в Мельбурне в 1915 году; по прибытии он вызвал других людей из своей деревни и соседней деревни Пенталофос обосноваться в Мельбурне, в то время как несколько семей из других регионов также обосновались в Австралии, приведя с собой сотни людей в последующие десятилетия.

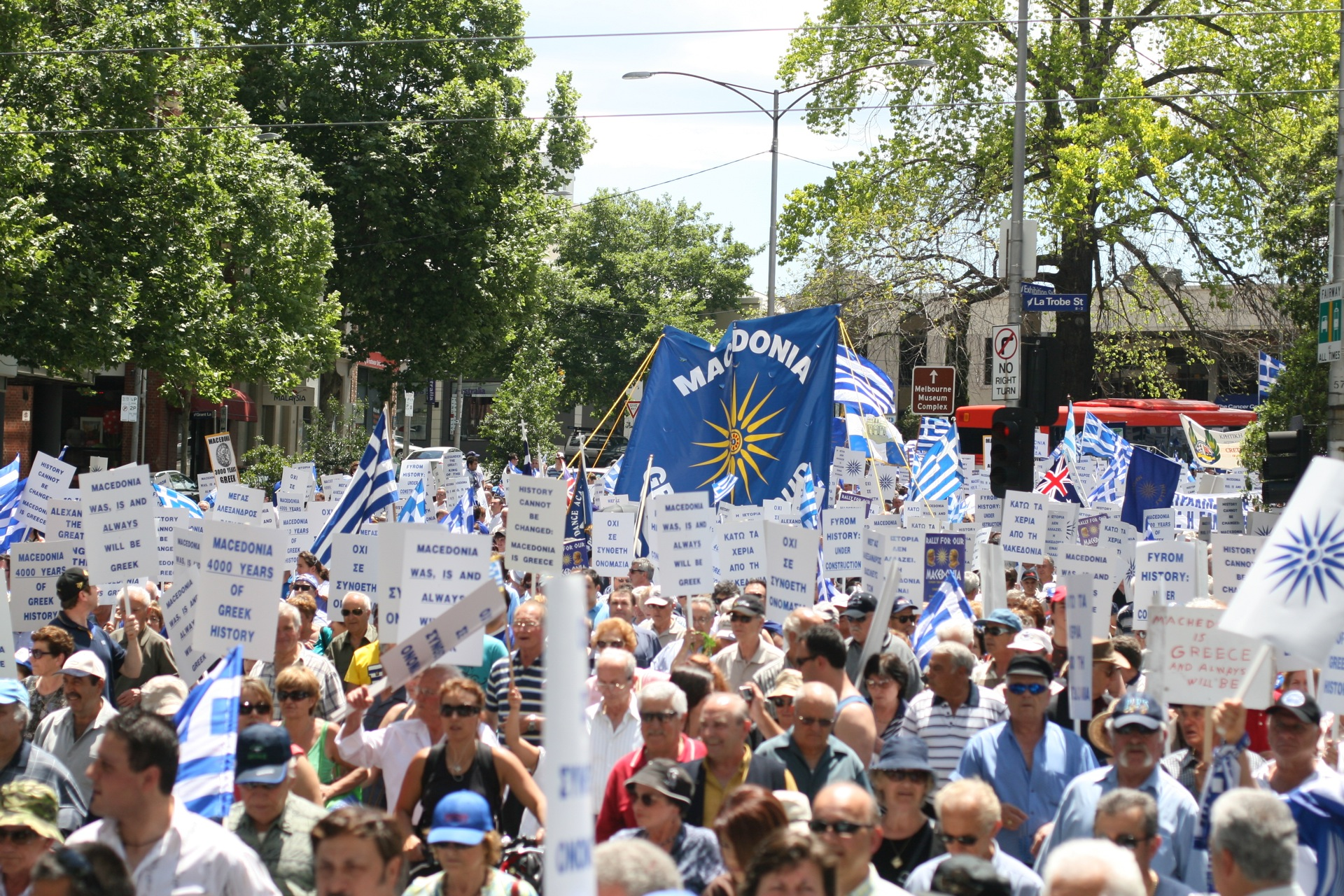
Вергинская звезда, которая также изображена на региональном флаге, является, наряду с использованием государственного флага Греции, декларацией греками их македонского происхождения на различных митингах; здесь в Мельбурне, Австралия

Географическое распределение македонян до Второй мировой войны отличалось от распределения других греческих эмигрантов в Австралии. В то время как греки с островов селились в основном в восточных штатах страны, большие группы македонян были сконцентрированы в западной Австралии. В первые годы своего поселения македоняне были рассеяны по австралийским сельским регионам близко к столичным центрам, работая в качестве огородников, сельскохозяйственных рабочих и лесорубов; значительное изменение в структуре их занятости произошло после 1946 года, когда они начали привозить свои семьи из Греции.
Процесс урбанизации македонян начался после Великой депрессии в Австралии, когда в городах увеличилось предложение на работу, что привело к переселению македонян в большие города, в особенности в Мельбурн, Перт и Сидней, где они образовали свои общины и региональные учреждения. В то время как большинство поселенцев было коренными македонянами, было также и небольшое число понтийцев, приехавших из региона Македонии, которые, однако, не имели той же региональной идентичности и образовали другие, отличные от македонян, организации.
После Второй мировой войны всё большее число людей из Македонии приезжало в Австралию, многие из них были беженцами по причине Гражданской войны в Греции. Эти новые волны иммигрантов привели к разрастанию общин и более 60 организаций македонян были созданы в стране, наиболее известной из которых является «Пан-македонская федерация Австралии», под эгидой которой функционируют все остальные организации. Помимо своего регионального характера, «Федерация» также служит голосом греческих македонских общин в Австралии и приняла активное участие в демонстрациях против узурпации имени Македонии.
Её штаб-квартира находится в Мельбурне, где в 1961 году была создана некоммерческая организация «Пан-македонская ассоциация Мельбурна и Виктории».
Одновременно «Федерация» также активна в штатах Новый Южный Уэльс, Квинсленд, Южная Австралия и Западная Австралия. Согласно оценкам 1988 года, в Австралии проживают около 55 000 македонян.
Другие большие греческие македонские общины имеются в США, Канаде и Великобритании. Среди основных институтов, созданных этими общинами и тесно связанных с ними, числятся:
Пан-македонская ассоциация США, основанная в 1947 году в Нью-Йорке греческими американцами, происходившими из Македонии. Их целью было объединить все македонские общины США, работать для сбора и распространении информации о земле и населении Македонии, организация лекций, научных дискуссий, художественных выставок, образовательных и благотворительных мероприятий. Одновременно они создали подразделение в библиотеке Нью-Йоркского университета с книгами о македонской истории и культуре. Кроме этого, они способствовали социальному обеспечению и прогрессу в области образования жителей Македонии.
Пан-македонская ассоциация Канады является филиалом Ассоциации канадских греков македонского происхождения.
Македонское общество Великобритании, основанное в 1989 году в Лондоне македонскими иммигрантами, продвигает македонскую историю, культуру и наследие, организует лекции и презентации, а также общественные мероприятия и собрания среди англичан греческого происхождения.
Панэллинский Македонский фронт, греческая политическая партия, основанная в 2009 году политиком С. Папатемелисом и профессором К. Зурарисом и баллотировавшаяся на выборах в Европейский парламент 2009 года, связана со многими македонскими организациями диаспоры.

## Известные современные македоняне
- Христопулос, Афанасиос, поэт.
- Клеантис, Стаматис, архитектор.
- Риадис, Эмилиос, композитор.

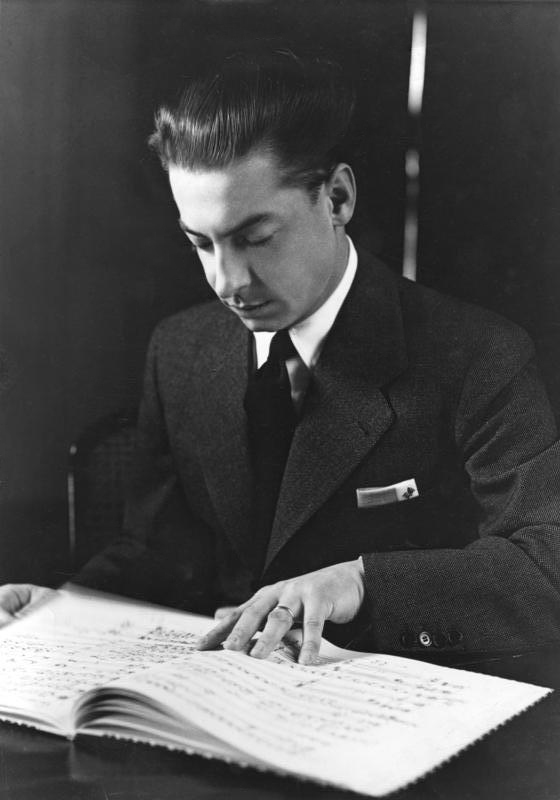
Караян, Герберт фон (1908—1989), один из известнейших дирижёров всех времён, происходит по отцовской линии от греков-македонян

- Зорбас, Георгиос, прототип Алексиса Зорбаса, героя всемирно известного романа «Грек Зорба» Никоса Казандзакиса и снятого по этому роману одноимённого фильма (1964) Михалиса Какояниса.
- Фасулас, Панайотис и Диамантидис, Димитрис — известные греческие баскетболисты, ставшие чемпионами Европы с сборной Греции по баскетболу в европейских чемпионатах 1987 и 2005 годов. Фасулас впоследствии стал мэром города Пирей, в то время как Диамантидис был провозглашён Баскетболистом года в Европе в 2007 году. Другие баскетболисты, такие как Яннис Иоаннидис (игрок и тренер), Хацивреттас, Никос, Царцарис, Костас, Зисис, Никос и Федон Матфеу считаются Патриархами греческого баскетбола.
- Загоракис, Теодорос, капитан национальной сборной Греции, выигравшей чемпионате Европы 2004 года, и другие игроки команды 2004 года, такие как Цартас, Василис, Деллас, Траянос, Лакис, Василис, Кафес, Пантелис, Дабизас, Николаос, Вризас, Сизис, Самарас, Йоргос (по отцовской линии) и Харистеас, Ангелос.
- Ряд греческих Олимпийских медалистов: Рубанис, Георгиос (Олимпийские игры в 1956 году в Мельбурне, бронзовая медаль), Патулиду, Параскеви (Барселона 1992, золотая медаль), Мелиссанидис, Иоаннис (Атланта 1996, золотая медаль), Табакос, Димостенис (Афины 2004, золотая медаль), Николаидис, Александрос (Афины 2004, серебряная медаль) и Мистакиду, Элисавет (Афины 2004, серебряная медаль).
- Караманлис, Константинос, бывший президент и премьер-министр Греции, а также его племянник Караманлис, Костас который также был премьер-министром.
- Сардзетакис, Христос, бывший Президент Греции.
- Драгумис, Стефанос и его сын Драгумис, Ион, внёсшие огромный вклад в Борьбу за Македонию, были политиками македонского происхождения.
- Караян, Герберт фон (фамилия предков Караяннис) (1908—1989), австрийский симфонический и оперный дирижёр, происходивший по отцовской линии из греков-македонян, которые тремя веками раннее эмигрировали из Козани в Хемниц[72], а затем — в Вену, где они впоследствии заняли ключевые академические, медицинские и административные позиции[70][71].
- Василикос, Василис, писатель.
- Далианидис, Яннис, Хадзихристос, Костас, Ласкари, Зои, Вуцас, Костас: известные актёры греческого кинематографа.
- Татопулос, Патрик, французский кинопродюсер — греко-македонского происхождения по отцовской линии.
- Хиотис, Манолис, один из лучших солистов бузуки.
- Саввопулос, Дионисис, композитор, поэт и певец.
- Ванди, Деспина, певица.

## Галерея македонян

### Античность

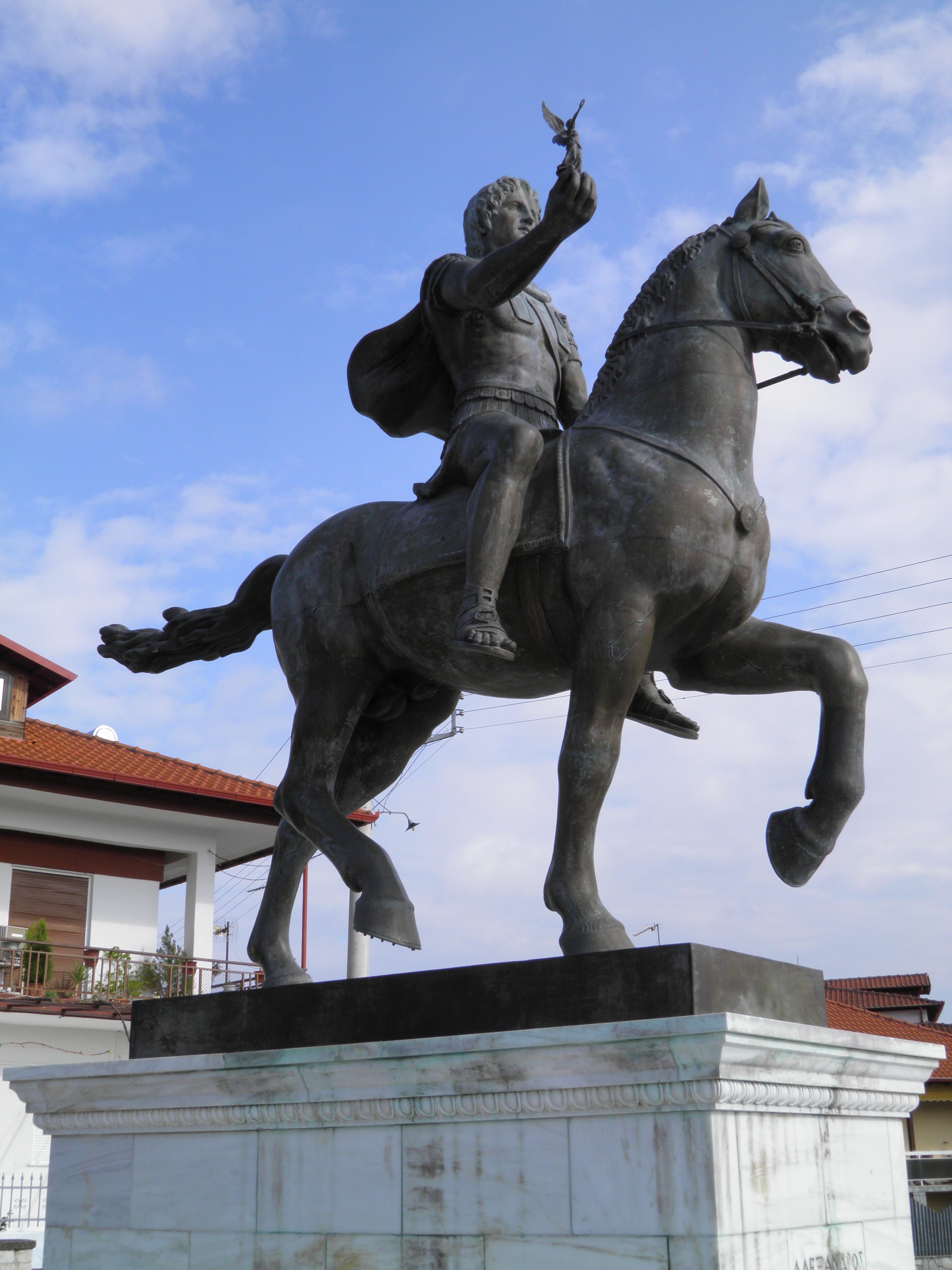
Статуя Александра Македонского, муниципалитет Пеллы
Статуя Филиппа II, Фессалоники
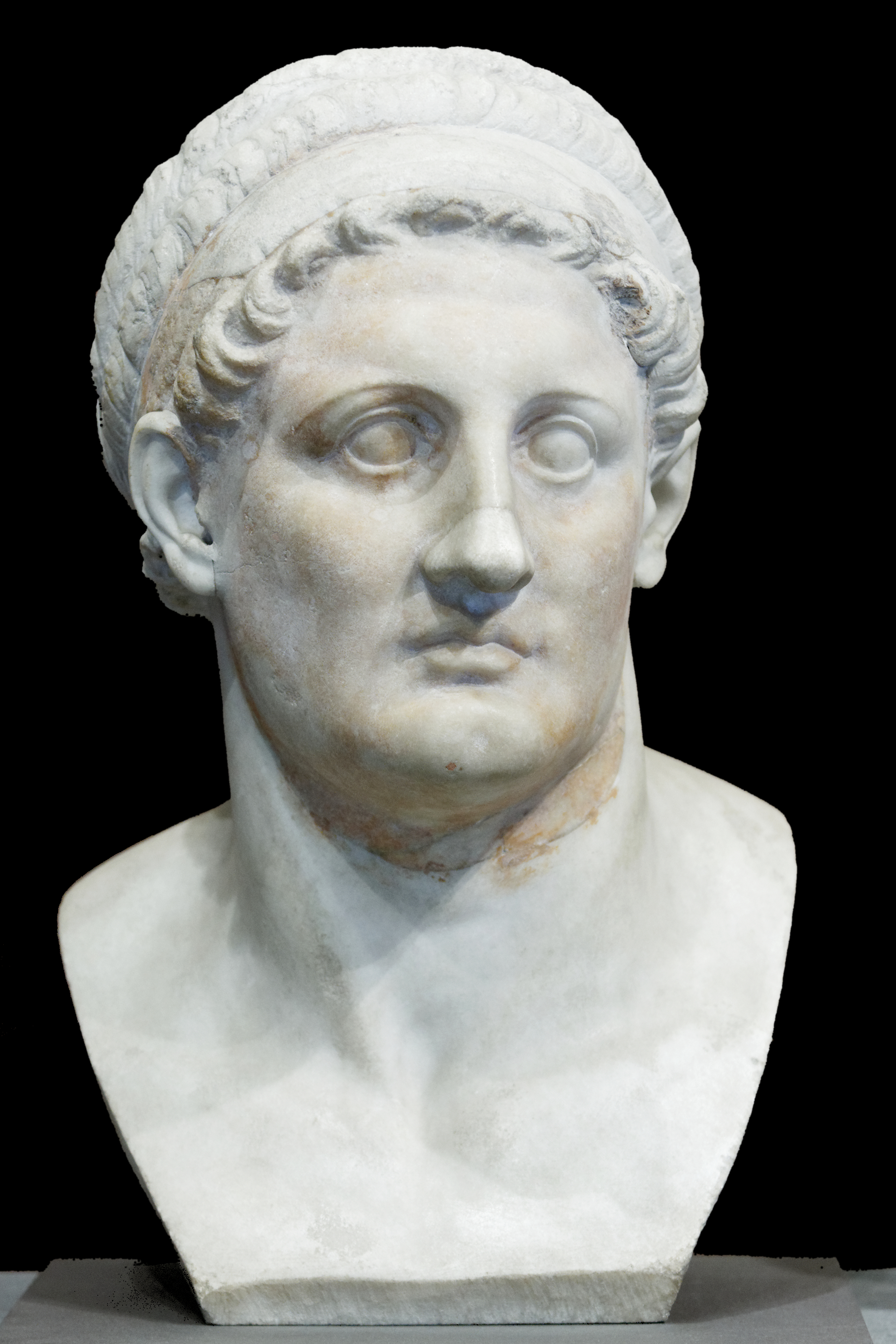
Птолемей I Сотер
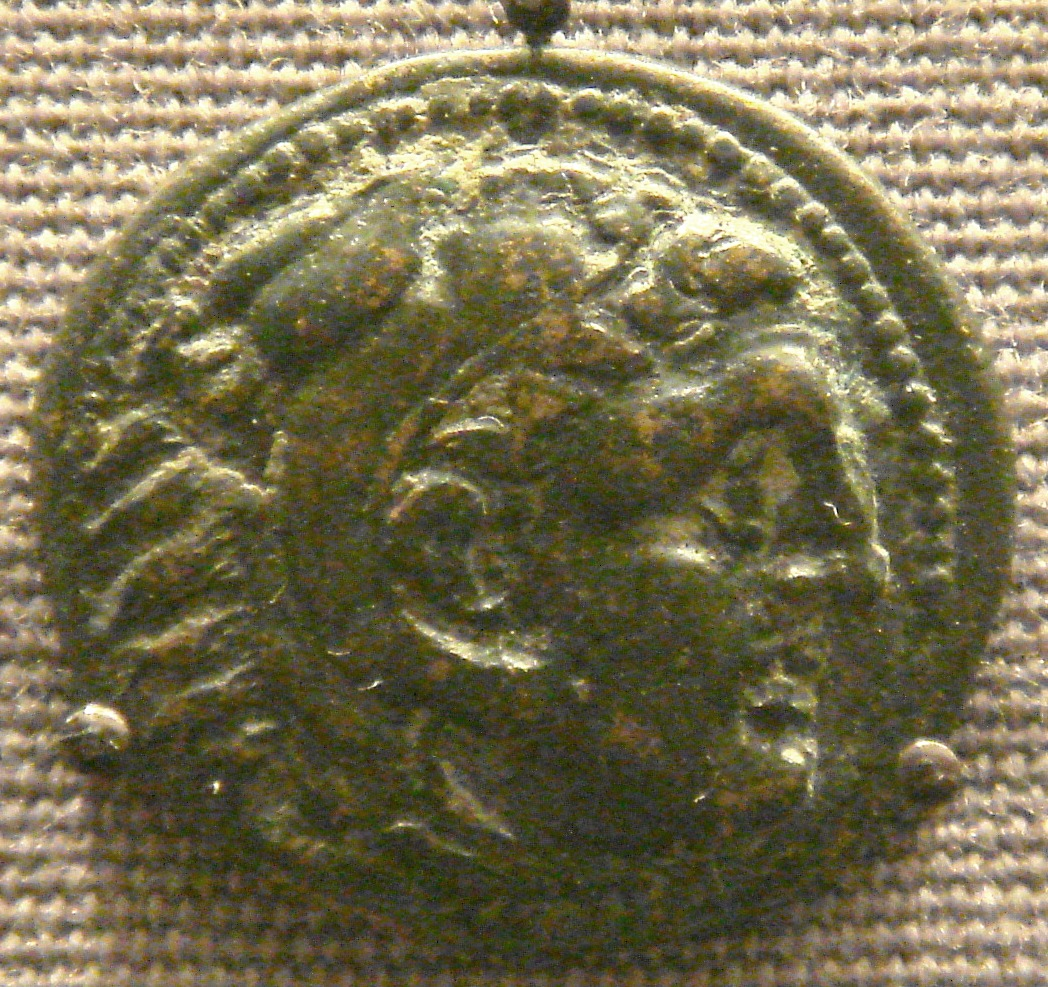
Базилевс Кассандр
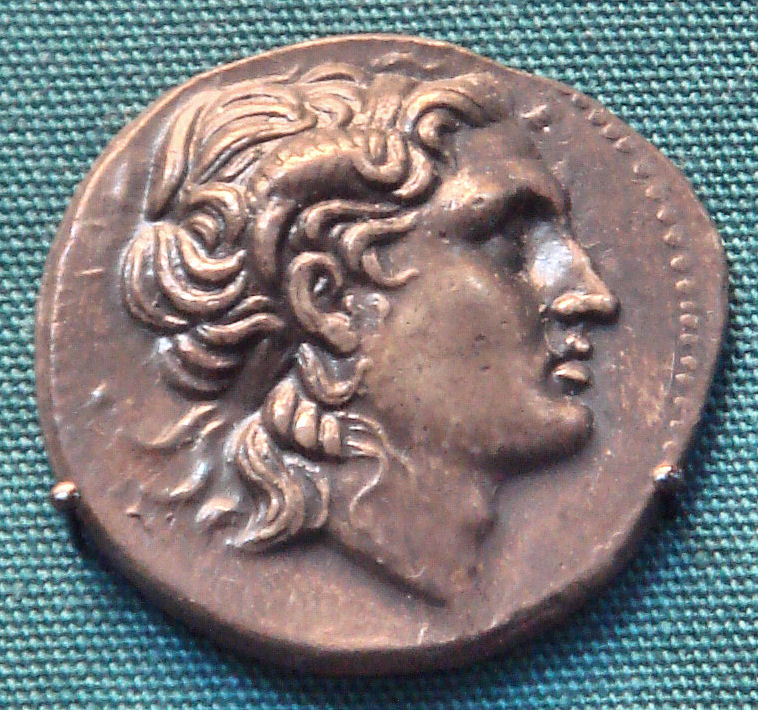
Лисимах, офицер и диадох Александра Великого
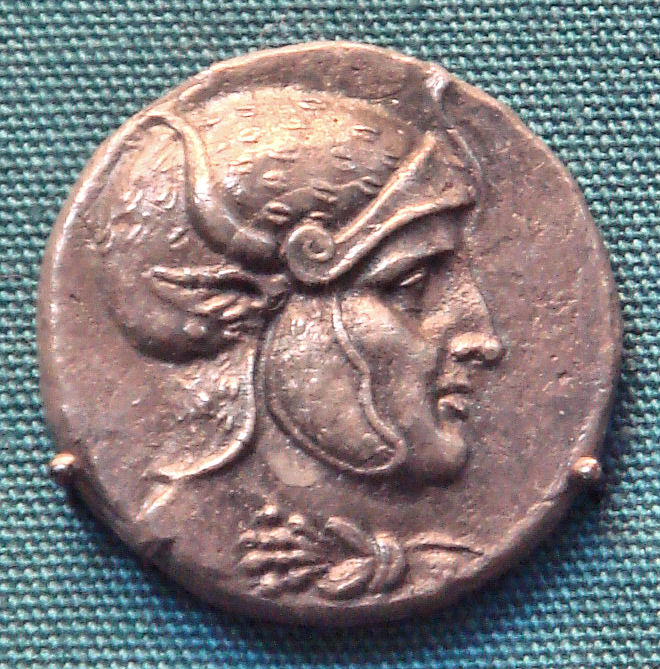
Селевк I Никатор основатель Антиохии
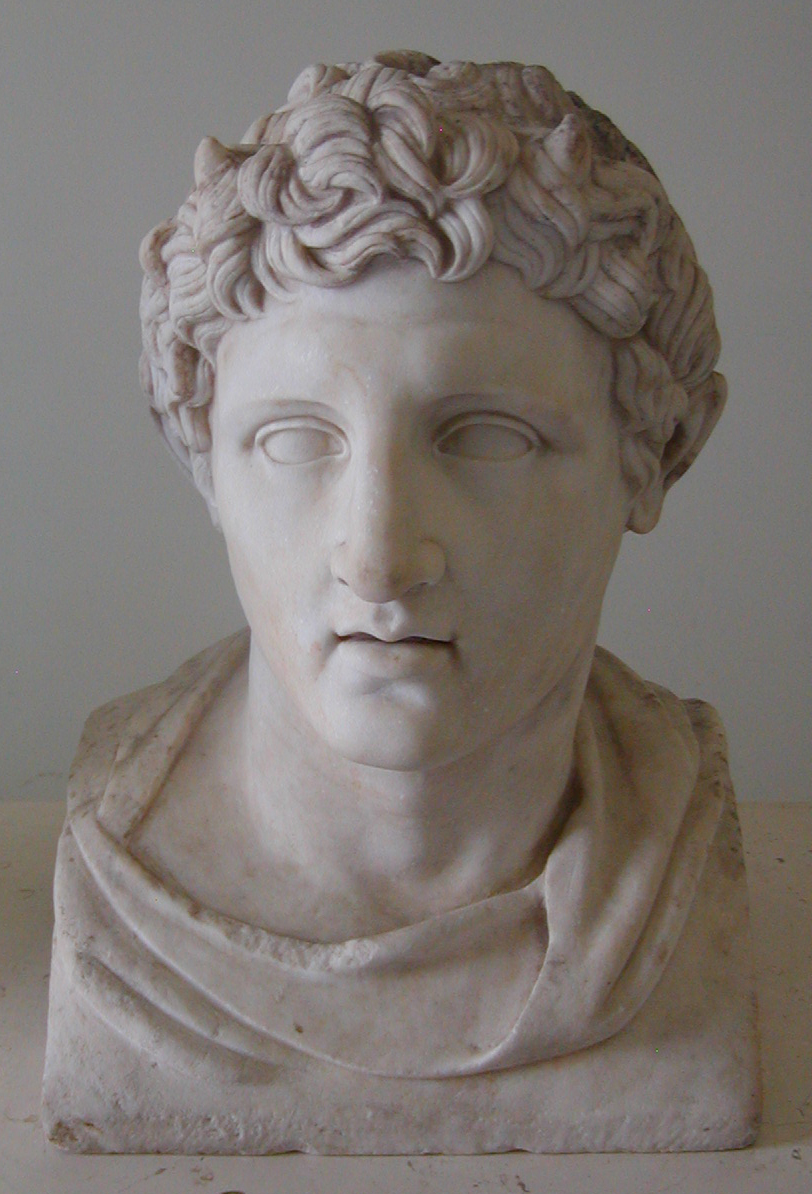
Деметрий I Полиоркет
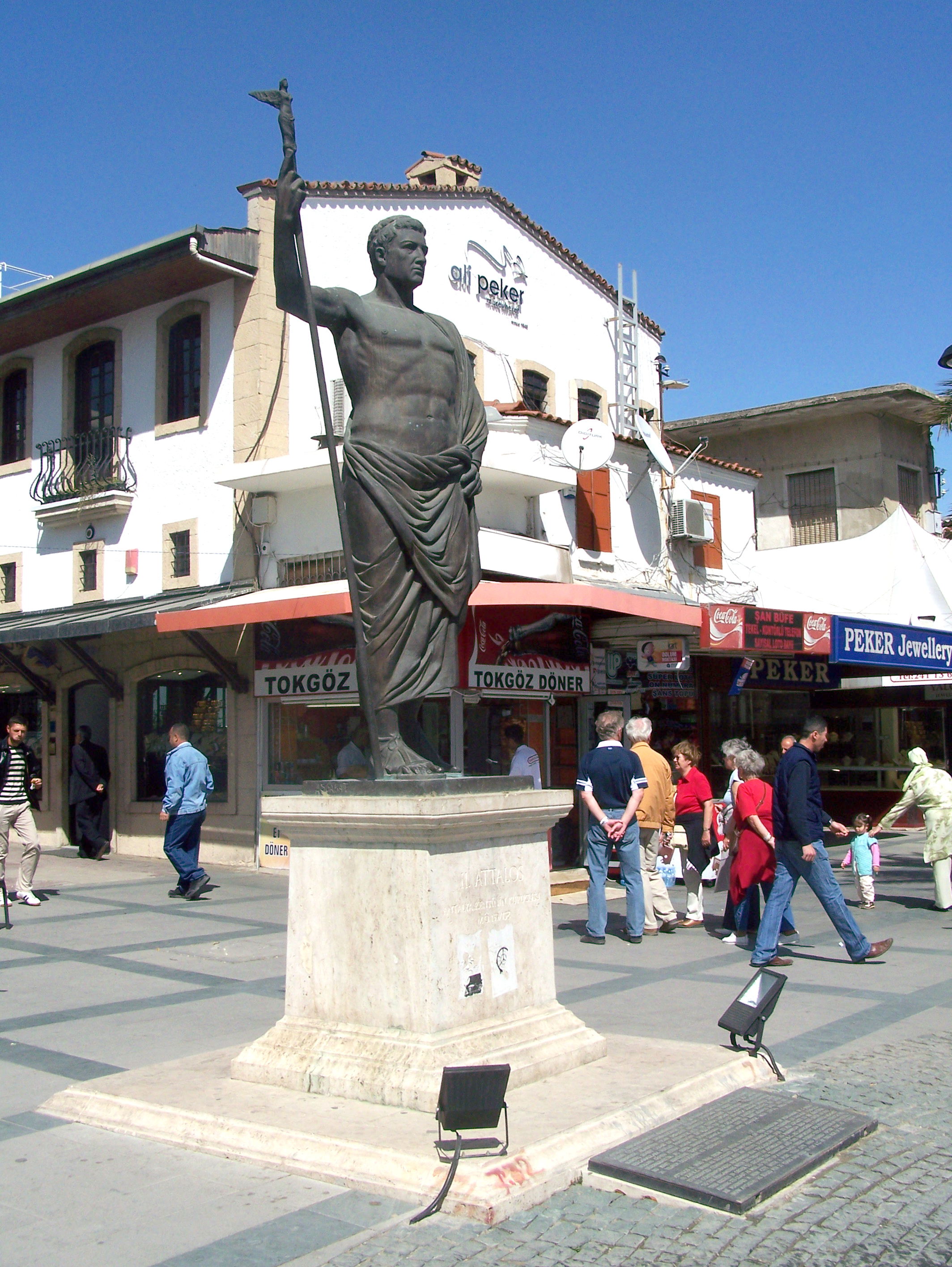
Аттал II, Анталья
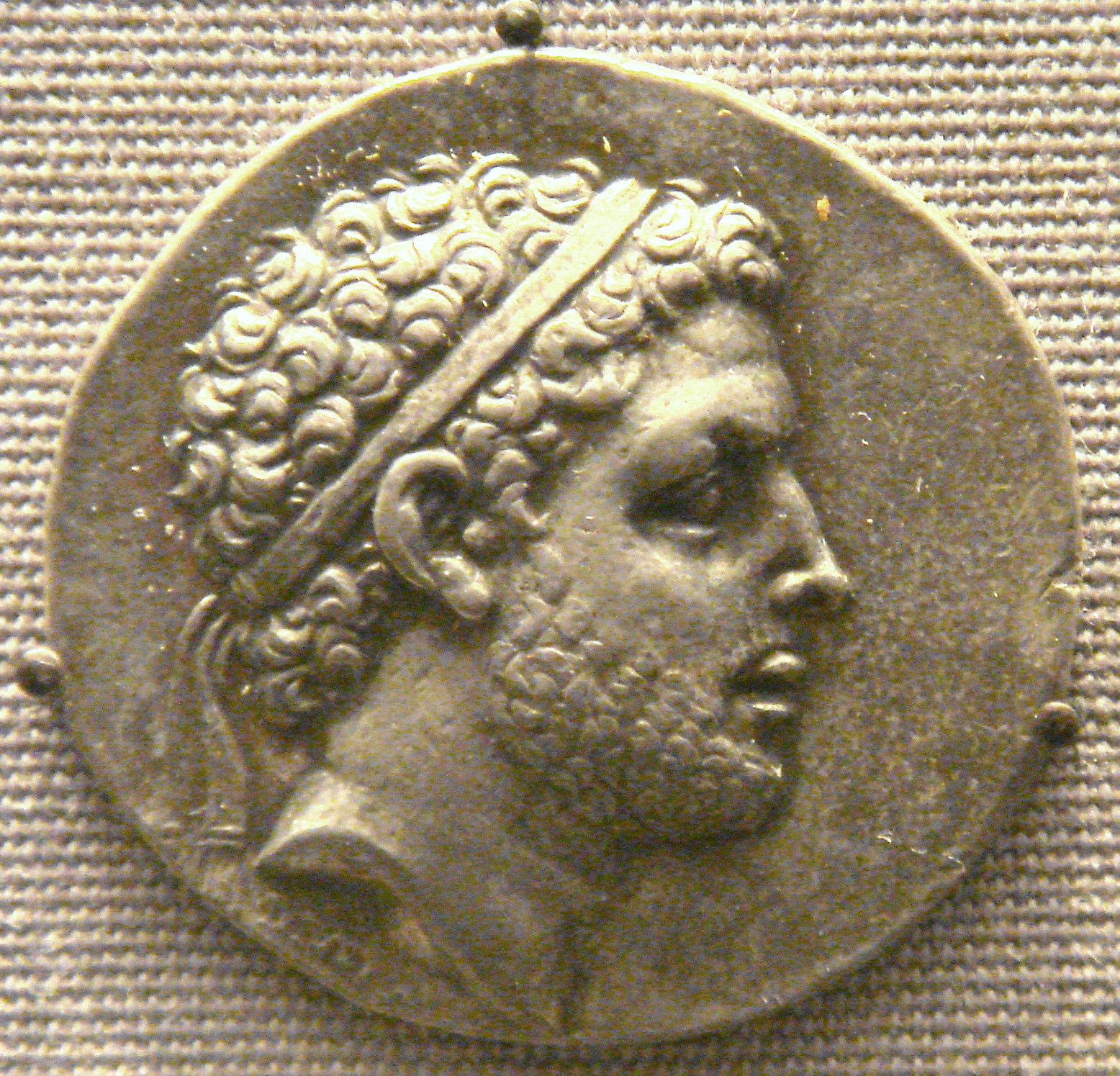
Персей Македонский, последний царь Древней Македонии
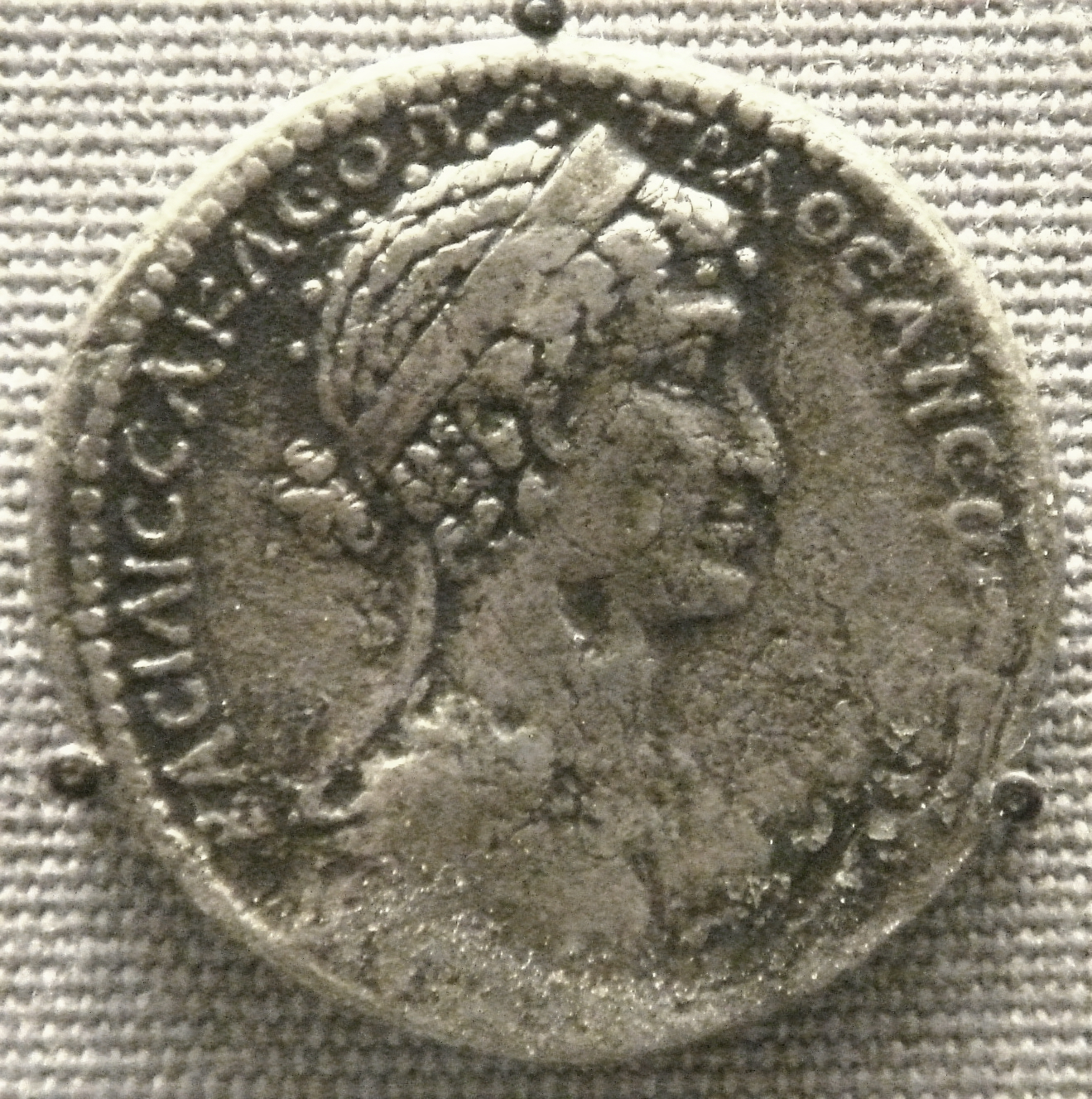
Клеопатра

### Византийская и османская эра

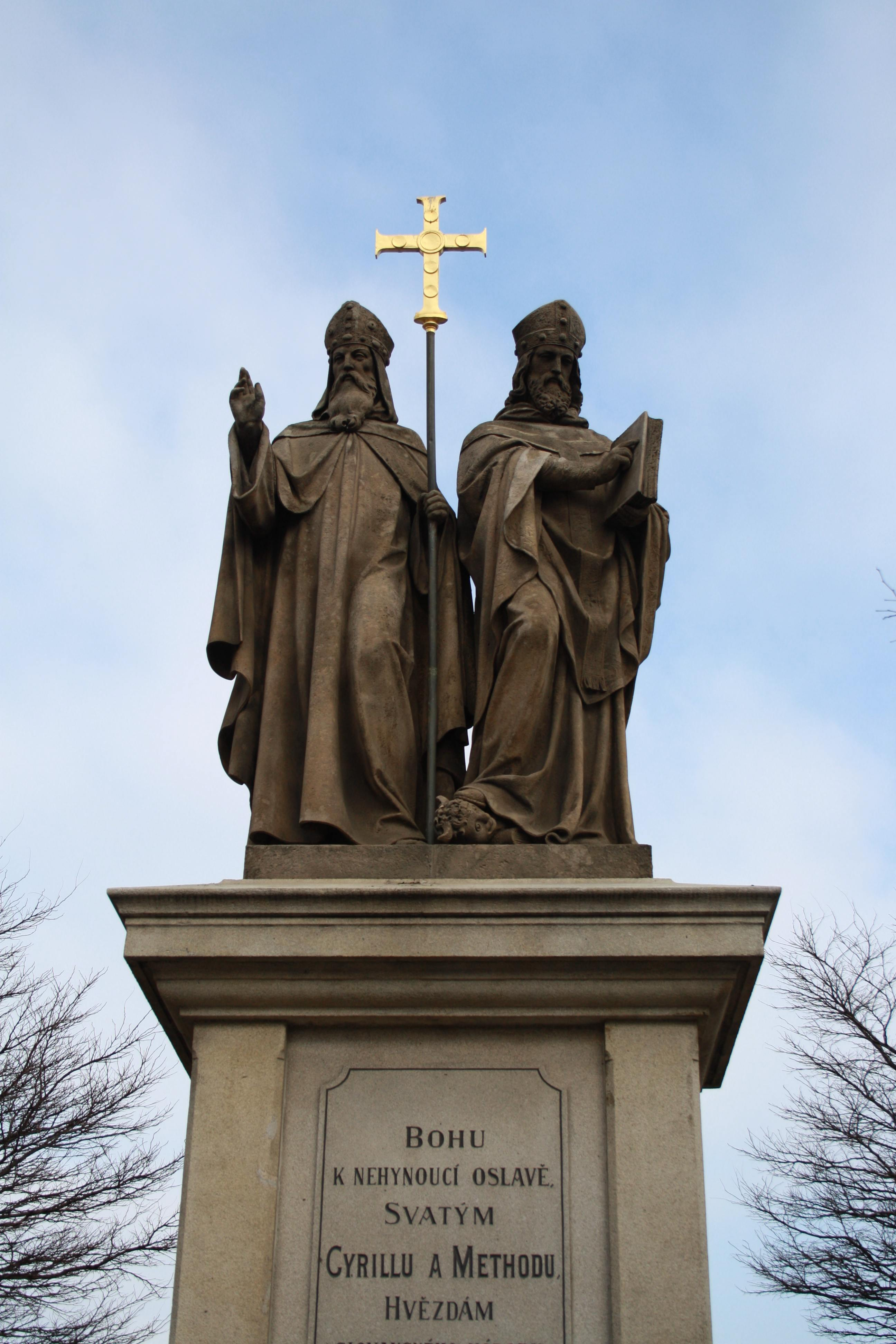
Статуя Святых Кирилла и Мефодия, византийские православные миссионеров и просветителей славян,  Тршебич, Чехия
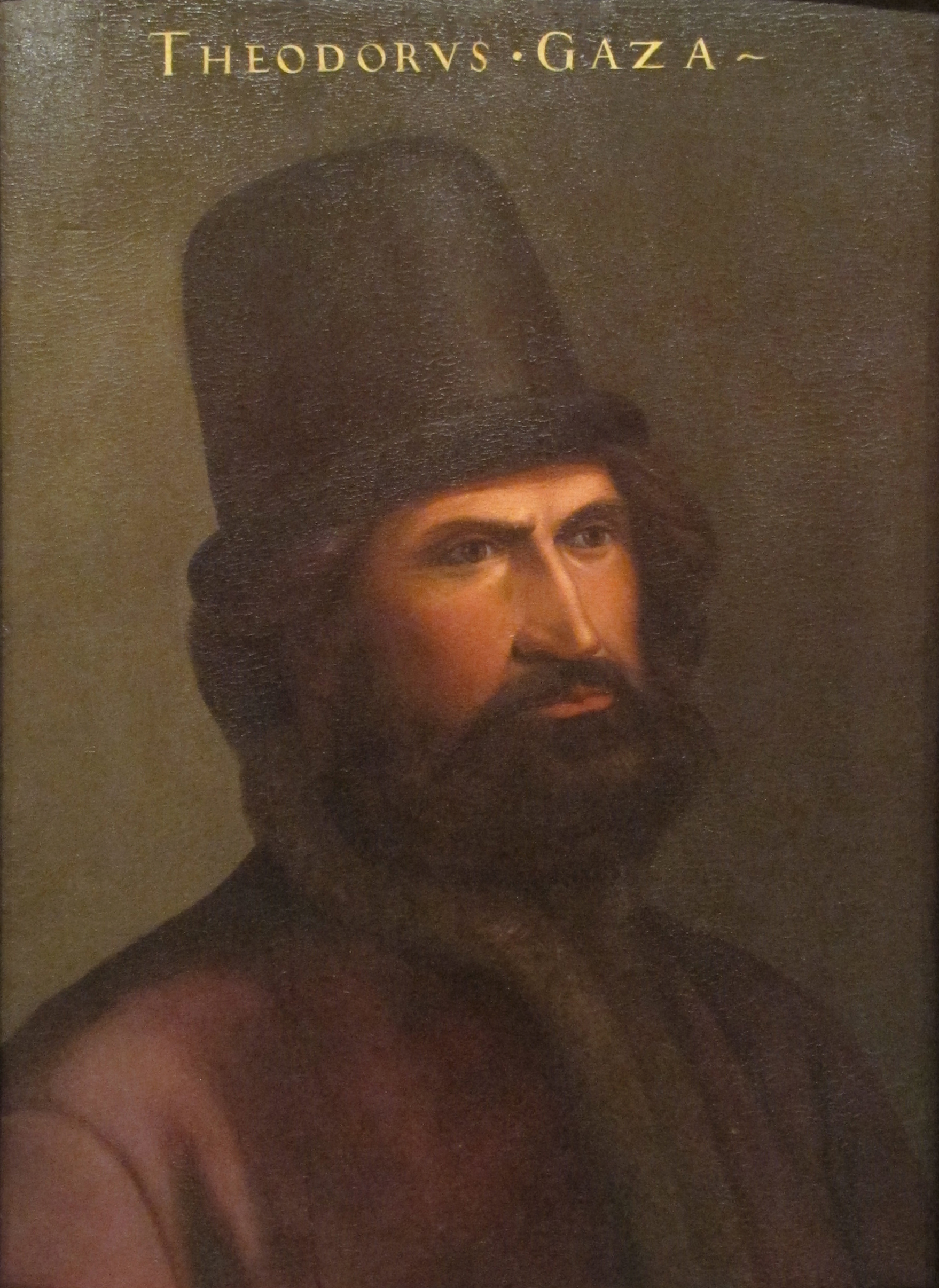
Феодор Газа, именуемый также Тессалоникевс ( Фессалоникянин), средневековый гуманист и переводчик Аристотеля
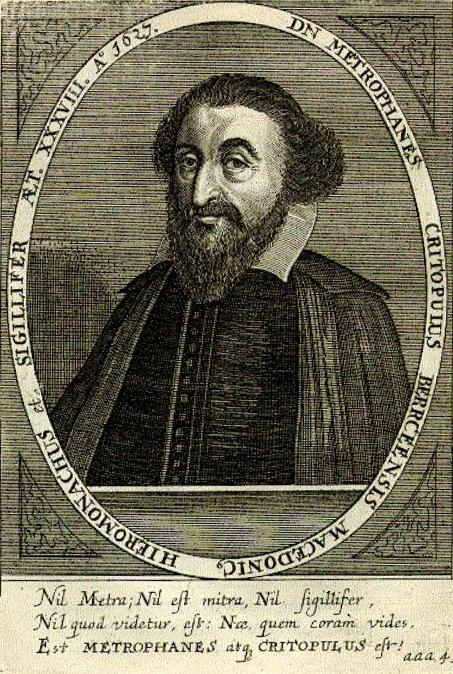
Митрофанис Критопулос (1589–1639); теолог и Патриарх Александрии из города Верия
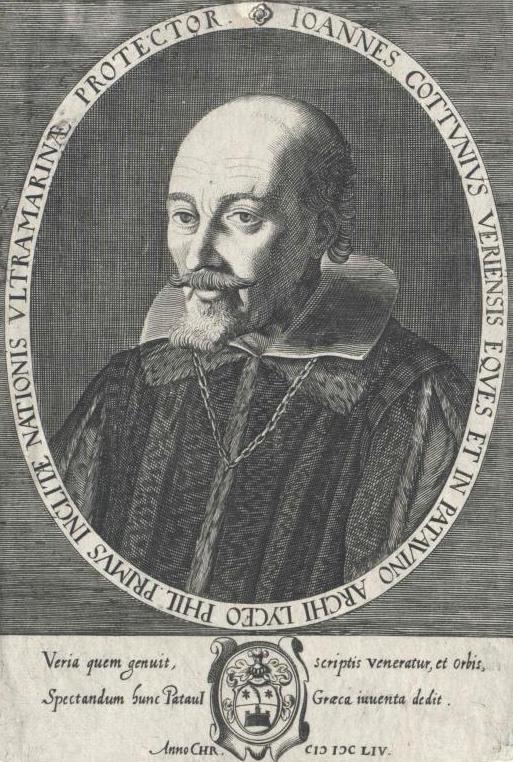
Коттуниос, Иоаннис (около 1577–1658)  гуманист Возрождения и профессор философии, родился в городе  Верия

### Греческая революция

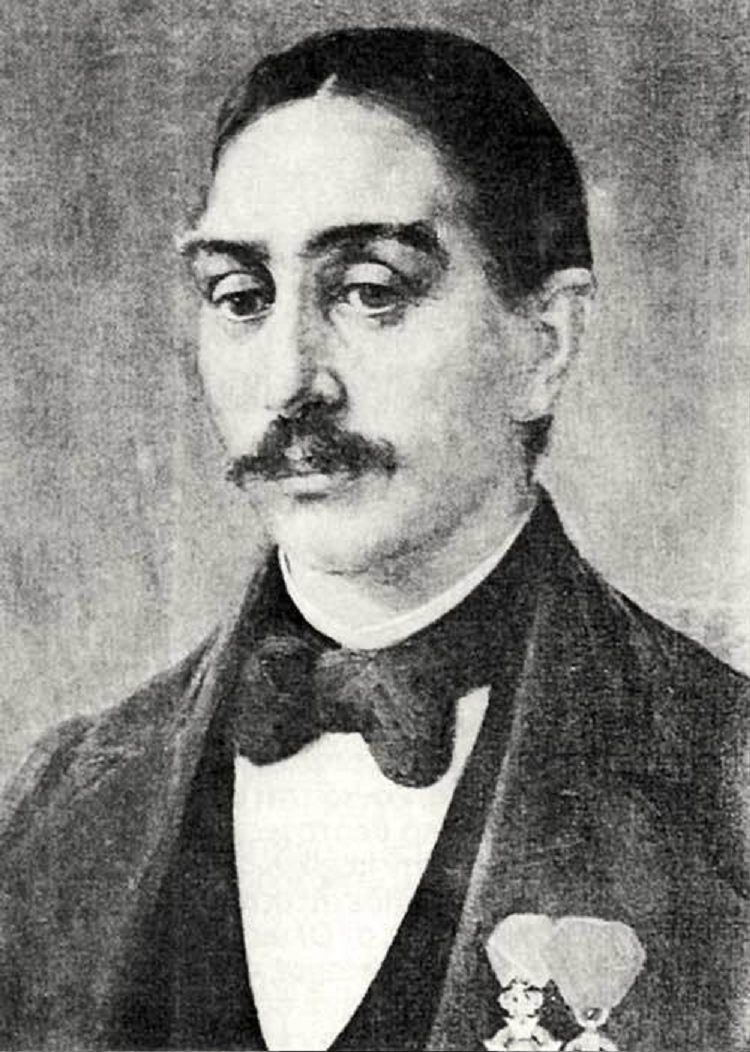
Полизоидис, Анастасиос
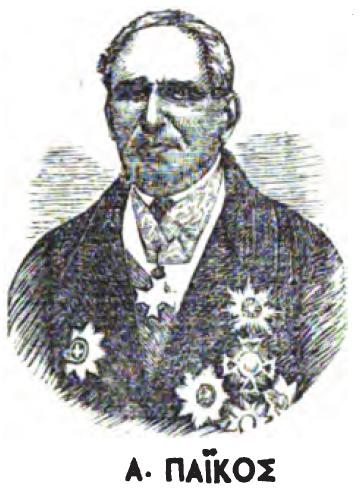
Пайкос, Андроникос
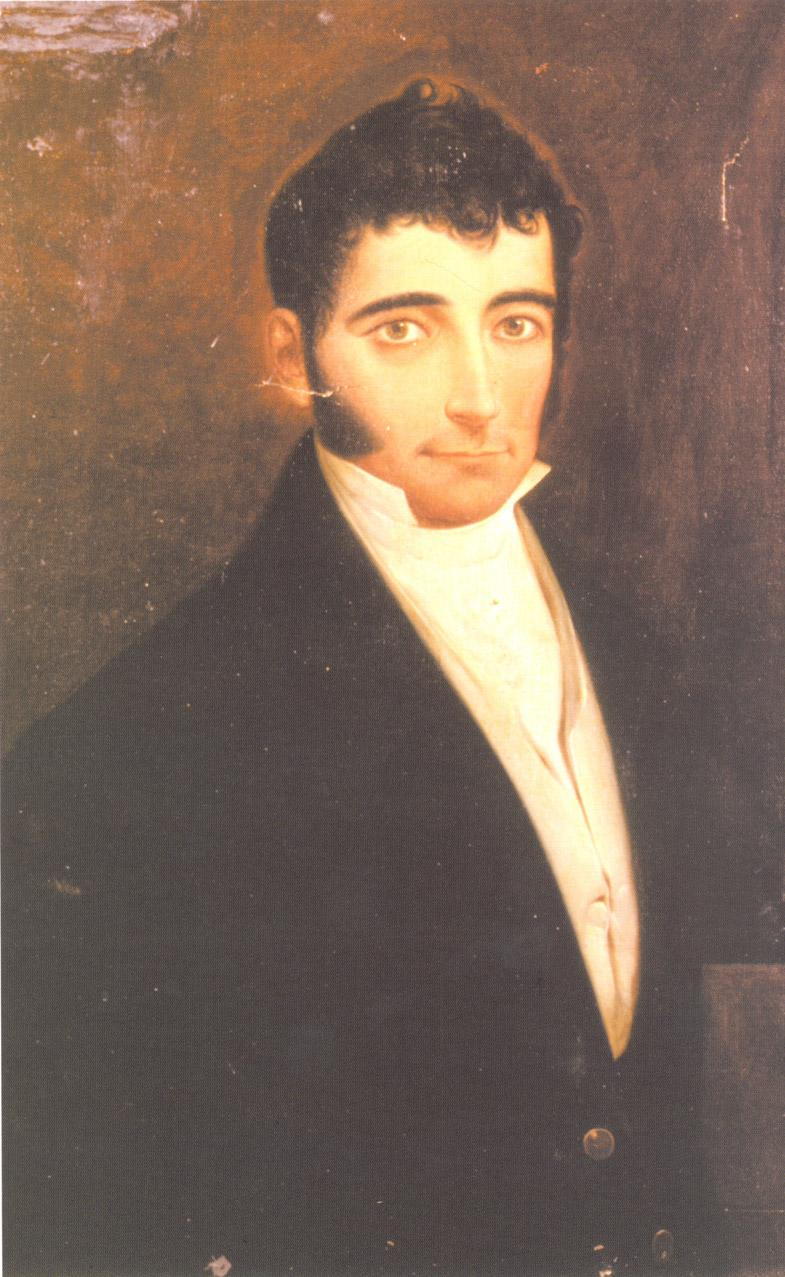
Папафис, Иоаннис
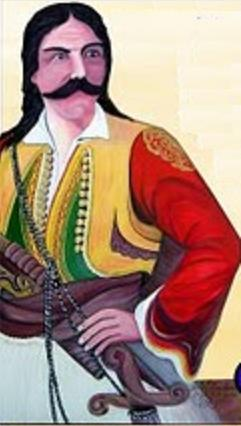
Афанасиу, Василиос
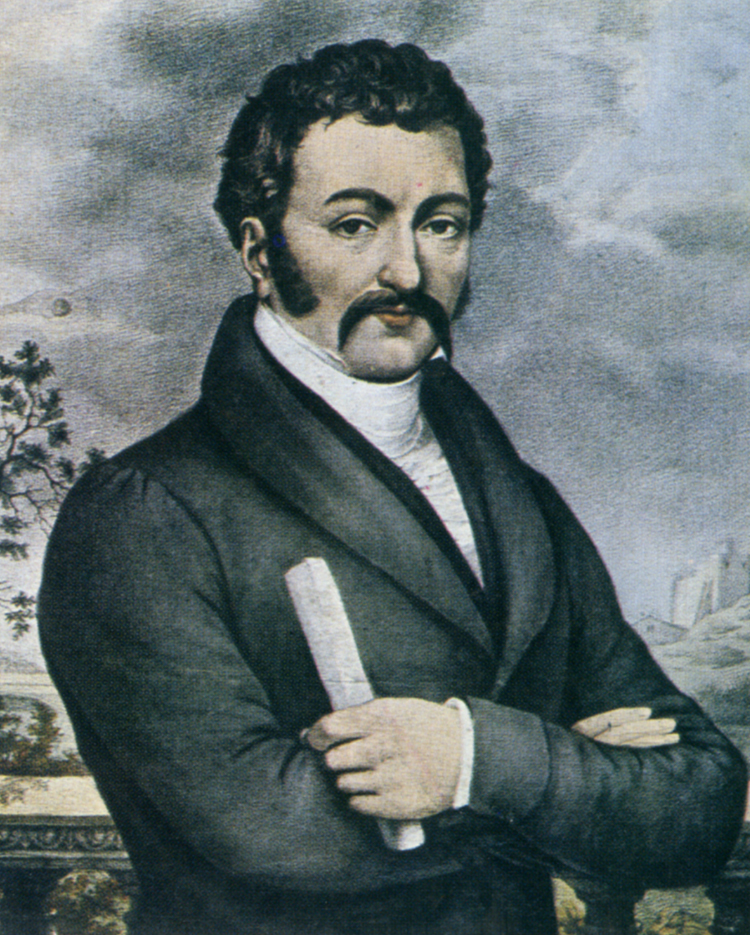
Скандалидис, Иоаннис
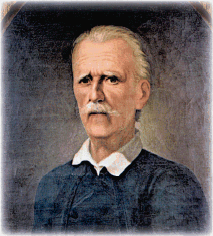
Перревос, Христофорос
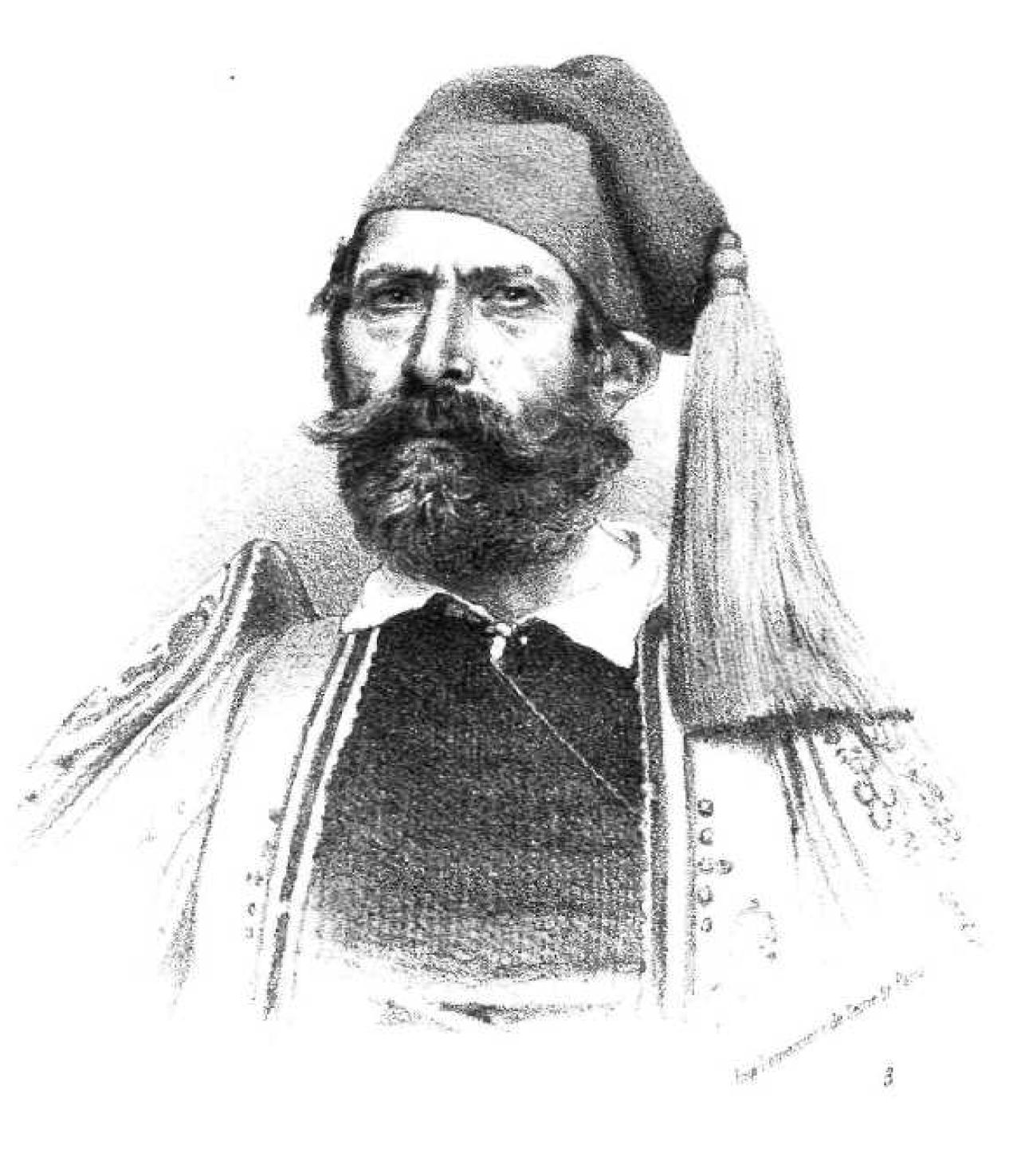
Сотириу, Зисис
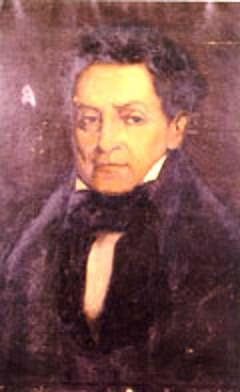
Веллиос, Константинос
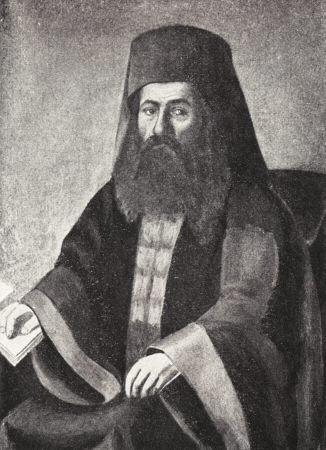
Патриарх Хрисанф
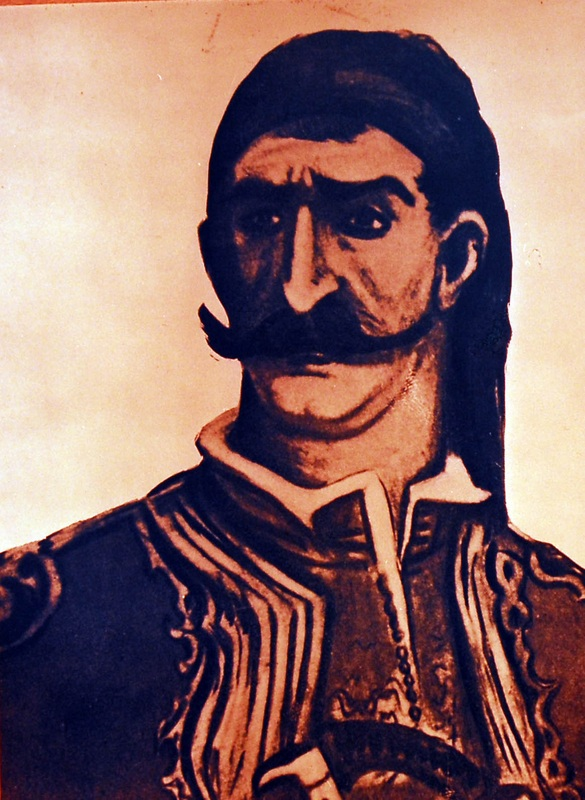
Каратассос, Анастасиос
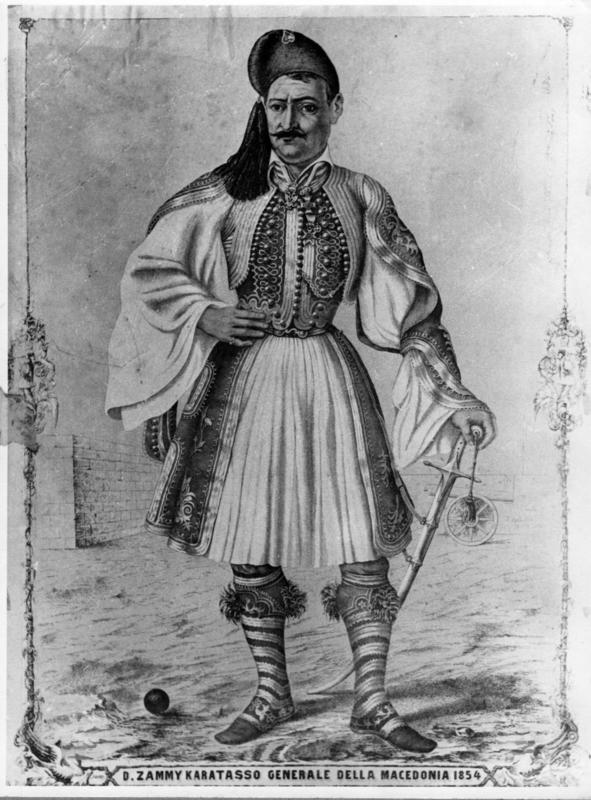
Каратассос, Тсамис
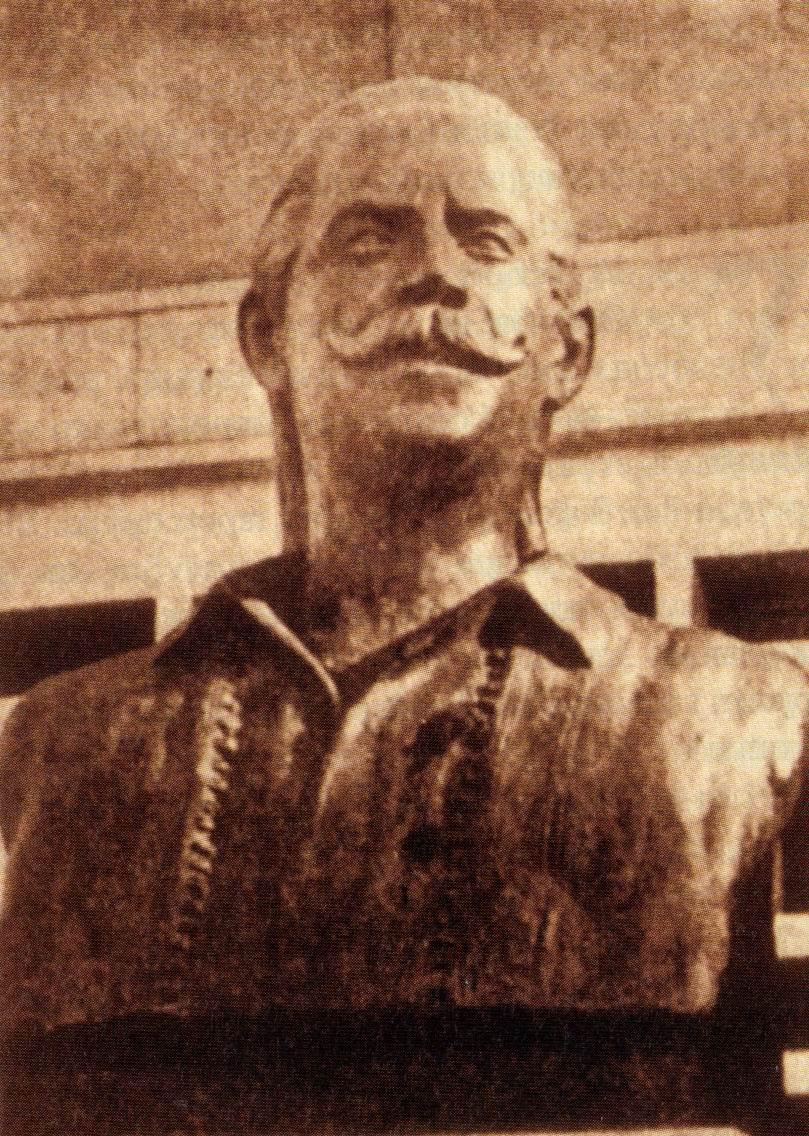
Гацос, Ангелис
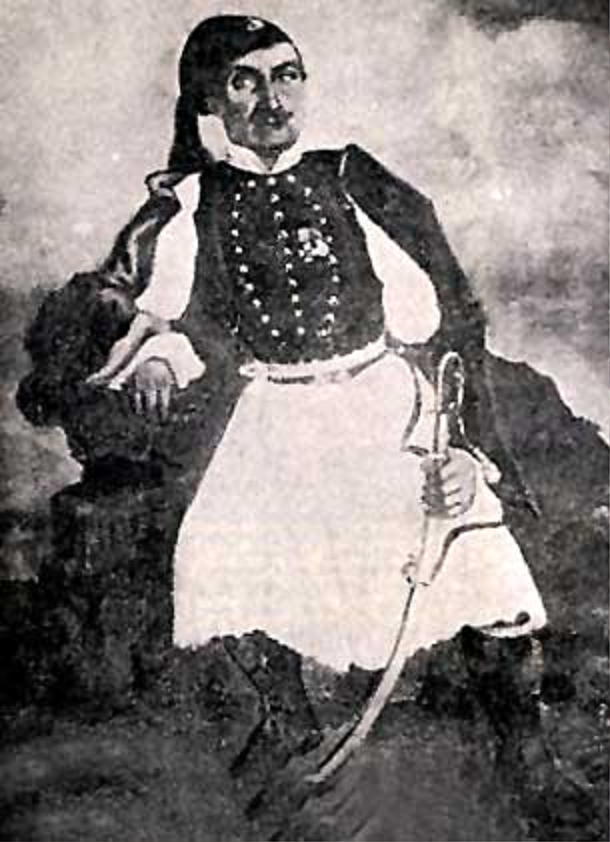
Касомулис, Николаос
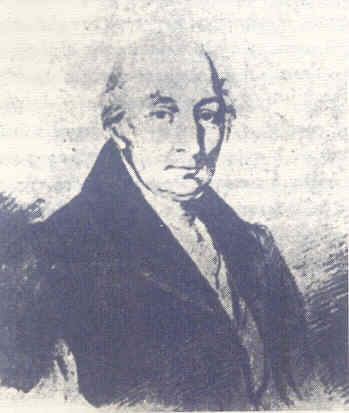
Георгиос Теохарис
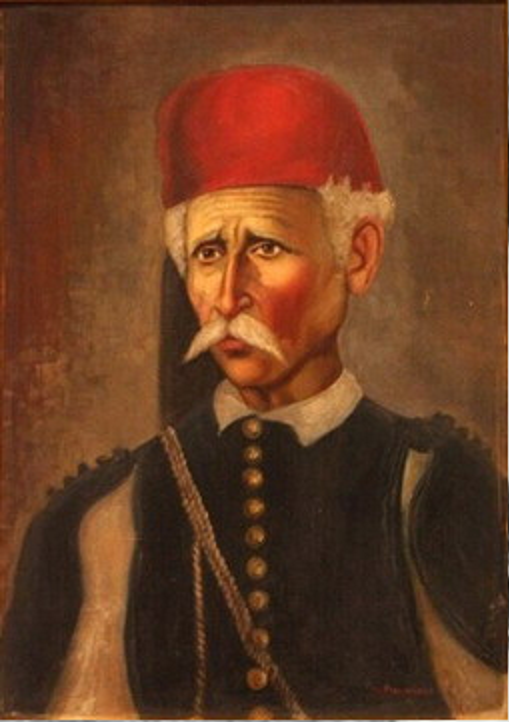
Зиакас, Теодорос
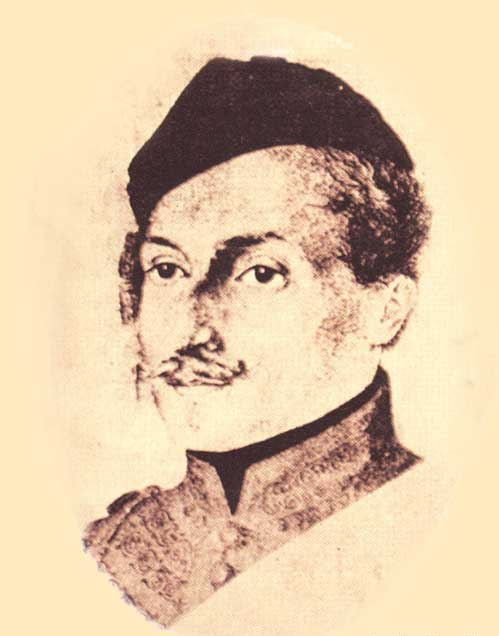
Лассанис, Георгиос
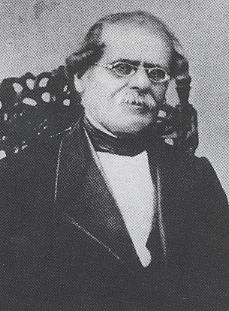
Клеантис, Стаматис